# Playoffs NBA 2012
Los Playoffs de la NBA de 2012 es el ciclo de cierre al torneo de la temporada 2011-2012 de la NBA. En Estados Unidos, la fase de los Playoffs también se denomina postemporada y es la llave para conseguir el título definitivo de la NBA.

## Formato
El formato del 2012 es el mismo que el de los Playoffs del 2011.
Los 30 equipos en el torneo americano se distribuyen dividiéndose en 2 conferencias de 15 equipos cada una. Cada Conferencia está constituida por 3 Divisiones diferentes y, en cada una de ellas, están incluidos 5 equipos. La Conferencia Oeste incluye la División Pacífico, División Noroeste y la División Suroeste; la Conferencia Este está compuesta por la División Atlántico, División Central y División Sureste.
Una vez terminada la temporada regular, en la que los equipos han disputado 66 partidos en vez de los 82 habituales, debido al lock-out, la clasificación para los Playoffs se produce de la siguiente manera: clasifican los 8 mejores equipos de cada conferencia. Dentro de ellas se ordenan en orden descendente según la cantidad de victorias, con la excepción de que un campeón de división no puede ser ubicado en un puesto inferior al 4°.
Una vez que se establecen los puestos definitivos para los Playoffs, se realizan unas eliminatorias denominadas: 1ª ronda, Semifinales y Final de Conferencia y los equipos que ganen sus eliminatorias se van clasificando de la siguiente forma:
|  | 1.ª ronda       | 1.ª ronda |  |  | Semifinales de Conferencia | Semifinales de Conferencia |  |  | Final de Conferencia | Final de Conferencia |
|  | 2-2-1-1-1       | 2-2-1-1-1 |  |  | 2-2-1-1-1                  | 2-2-1-1-1                  |  |  | 2-3-2                | 2-3-2                |
|  |                 |           |  |  |                            |                            |  |  |                      |                      |
|  |                 |           |  |  |                            |                            |  |  |                      |                      |
|  |                 |           |  |  |                            |                            |  |  |                      |                      |
|  | 1º Clasificado  |           |  |  |                            |                            |  |  |                      |                      |
|  |                 |           |  |  |                            |                            |  |  |                      |                      |
|  | 8º Clasificado  |           |  |  |                            |                            |  |  |                      |                      |
|  |                 |           |  |  |                            |                            |  |  |                      |                      |
|  |                 |           |  |  |                            |                            |  |  |                      |                      |
|  |                 |           |  |  |                            |                            |  |  |                      |                      |
|  | 4º Clasificado  |           |  |  |                            |                            |  |  |                      |                      |
|  |                 |           |  |  |                            |                            |  |  |                      |                      |
|  | 5º Clasificado  |           |  |  |                            |                            |  |  |                      |                      |
|  |                 |           |  |  |                            |                            |  |  |                      |                      |
|  |                 |           |  |  |                            |                            |  |  |                      |                      |
|  |                 |           |  |  |                            |                            |  |  |                      |                      |
|  | 2º Clasificado  |           |  |  |                            |                            |  |  |                      |                      |
|  |                 |           |  |  |                            |                            |  |  |                      |                      |
|  | 7º Clasificado  |           |  |  |                            |                            |  |  |                      |                      |
|  |                 |           |  |  |                            |                            |  |  |                      |                      |
|  |                 |           |  |  |                            |                            |  |  |                      |                      |
|  |                 |           |  |  |                            |                            |  |  |                      |                      |
|  | 3º Clasificado  |           |  |  |                            |                            |  |  |                      |                      |
|  |                 |           |  |  |                            |                            |  |  |                      |                      |
|  | 6.º clasificado |           |  |  |                            |                            |  |  |                      |                      |
|  |                 |           |  |  |                            |                            |  |  |                      |                      |

Las eliminatorias o series se juegan en un formato al mejor de 7 partidos, en el que se tiene que ganar 4 partidos para clasificarse para la siguiente ronda. El equipo que posea la ventaja de campo en cada eliminatoria disputará los partidos 1, 2, 5 y 7 como local, mientras que el resto de partidos se jugará en el pabellón del equipo contrario. Se establece como equipo con ventaja de campo al que haya tenido mejor balance en liga entre los 2 contendientes de una eliminatoria. En el momento en que un equipo gana 4 partidos, se clasifica para la siguiente ronda de eliminatoria, sin jugar obligatoriamente los 7 partidos programados (Formato: 2-2-1-1-1). La única excepción son en las finales donde el foramto utilizado es el de 2-3-2.

## Camino a los Playoffs
En la temporada 2011-2012, la fase de liga regular comenzó el 25 de diciembre de 2011 y se prolongó hasta el 26 de abril de 2012. Para los playoffs, la dirección de la NBA dictamina las fechas de los partidos a medida que se celebran las eliminatorias. La clasificación final fue la siguiente:
| #  | Equipo               | G  | P  | %    | PV |
| -- | -------------------- | -- | -- | ---- | -- |
| 1  | z-Chicago Bulls      | 50 | 16 | .758 | –  |
| 2  | y-Miami Heat         | 46 | 20 | .697 | 4  |
| 3  | x-Indiana Pacers     | 42 | 24 | .636 | 8  |
| 4  | y-Boston Celtics     | 39 | 27 | .591 | 11 |
| 5  | x-Atlanta Hawks      | 40 | 26 | .606 | 10 |
| 6  | x-Orlando Magic      | 37 | 29 | .561 | 13 |
| 7  | x-New York Knicks    | 36 | 30 | .545 | 14 |
| 8  | x-Philadelphia 76ers | 35 | 31 | .530 | 15 |
|    |                      |    |    |      |    |
| 9  | Milwaukee Bucks      | 31 | 35 | .470 | 19 |
| 10 | Detroit Pistons      | 25 | 41 | .379 | 25 |
| 11 | Toronto Raptors      | 23 | 43 | .348 | 27 |
| 12 | New Jersey Nets      | 22 | 44 | .333 | 28 |
| 13 | Cleveland Cavaliers  | 21 | 45 | .318 | 29 |
| 14 | Washington Wizards   | 20 | 46 | .303 | 30 |
| 15 | Charlotte Bobcats    | 7  | 59 | .106 | 43 |

| #  | Equipo                  | G  | P  | %    | PV |
| -- | ----------------------- | -- | -- | ---- | -- |
| 1  | c-San Antonio Spurs     | 50 | 16 | .758 | –  |
| 2  | y-Oklahoma City Thunder | 47 | 19 | .712 | 3  |
| 3  | y-Los Angeles Lakers    | 41 | 25 | .621 | 9  |
| 4  | x-Memphis Grizzlies     | 41 | 25 | .621 | 9  |
| 5  | x-Los Angeles Clippers  | 40 | 26 | .606 | 10 |
| 6  | x-Denver Nuggets        | 38 | 28 | .576 | 12 |
| 7  | x-Dallas Mavericks      | 36 | 30 | .545 | 14 |
| 8  | x-Utah Jazz             | 36 | 30 | .545 | 14 |
|    |                         |    |    |      |    |
| 9  | Houston Rockets         | 34 | 32 | .515 | 16 |
| 10 | Phoenix Suns            | 33 | 33 | .500 | 17 |
| 11 | Portland Trail Blazers  | 28 | 38 | .424 | 22 |
| 12 | Minnesota Timberwolves  | 26 | 40 | .394 | 24 |
| 13 | Golden State Warriors   | 23 | 43 | .348 | 27 |
| 14 | Sacramento Kings        | 22 | 44 | .333 | 28 |
| 15 | New Orleans Hornets     | 21 | 45 | .318 | 29 |

Notas
- z – Ventaja de cancha para todos los playoffs
- c – Ventaja de cancha para los playoffs de conferencia
- x – Alcanza los playoffs
- y – Alcanza el título de división

## Cuadro de Enfrentamientos
|  | Primera ronda     | Primera ronda | Primera ronda  |   |                | Semifinales de Conferencia | Semifinales de Conferencia | Semifinales de Conferencia |  |    | Finales de Conferencia | Finales de Conferencia | Finales de Conferencia |  |    | Finales de la NBA | Finales de la NBA | Finales de la NBA |
|  |                   |               |                |   |                |                            |                            |                            |  |    |                        |                        |                        |  |    |                   |                   |                   |
|  | E1                | Chicago*      | 2              |   |                |                            |                            |                            |  |    |                        |                        |                        |  |    |                   |                   |                   |
|  | E8                | Philadelphia  | 4              |   |                |                            |                            |                            |  |    |                        |                        |                        |  |    |                   |                   |                   |
|  | E8                | Philadelphia  | 4              |   | E8             | Philadelphia               | 3                          |                            |  |    |                        |                        |                        |  |    |                   |                   |                   |
|  |                   |               |                |   | E8             | Philadelphia               | 3                          |                            |  |    |                        |                        |                        |  |    |                   |                   |                   |
|  |                   | E4            | Boston*        | 4 |                |                            |                            |                            |  |    |                        |                        |                        |  |    |                   |                   |                   |
|  | E4                | E4            | Boston*        | 4 | Boston*        | 4                          |                            |                            |  |    |                        |                        |                        |  |    |                   |                   |                   |
|  | E4                |               |                |   | Boston*        | 4                          |                            |                            |  |    |                        |                        |                        |  |    |                   |                   |                   |
|  | E5                | Atlanta       | 2              |   |                |                            |                            |                            |  |    |                        |                        |                        |  |    |                   |                   |                   |
|  | E5                | Atlanta       | 2              |   |                |                            |                            |                            |  | E4 | Boston*                | 3                      |                        |  |    |                   |                   |                   |
|  | Conferencia Este  |               |                |   |                |                            |                            |                            |  | E4 | Boston*                | 3                      |                        |  |    |                   |                   |                   |
|  |                   | E2            | Miami*         | 4 |                |                            |                            |                            |  |    |                        |                        |                        |  |    |                   |                   |                   |
|  | E3                | E2            | Miami*         | 4 | Indiana        | 4                          |                            |                            |  |    |                        |                        |                        |  |    |                   |                   |                   |
|  | E3                |               |                |   | Indiana        | 4                          |                            |                            |  |    |                        |                        |                        |  |    |                   |                   |                   |
|  | E6                | Orlando       | 1              |   |                |                            |                            |                            |  |    |                        |                        |                        |  |    |                   |                   |                   |
|  | E6                | Orlando       | 1              |   | E3             | Indiana                    | 2                          |                            |  |    |                        |                        |                        |  |    |                   |                   |                   |
|  |                   |               |                |   | E3             | Indiana                    | 2                          |                            |  |    |                        |                        |                        |  |    |                   |                   |                   |
|  |                   | E2            | Miami*         | 4 |                |                            |                            |                            |  |    |                        |                        |                        |  |    |                   |                   |                   |
|  | E2                | E2            | Miami*         | 4 | Miami*         | 4                          |                            |                            |  |    |                        |                        |                        |  |    |                   |                   |                   |
|  | E2                |               |                |   | Miami*         | 4                          |                            |                            |  |    |                        |                        |                        |  |    |                   |                   |                   |
|  | E7                | New York      | 1              |   |                |                            |                            |                            |  |    |                        |                        |                        |  |    |                   |                   |                   |
|  | E7                | New York      | 1              |   |                |                            |                            |                            |  |    |                        |                        |                        |  | E2 | Miami*            | 4                 |                   |
|  |                   |               |                |   |                |                            |                            |                            |  |    |                        |                        |                        |  | E2 | Miami*            | 4                 |                   |
|  |                   | O2            | Oklahoma City* | 1 |                |                            |                            |                            |  |    |                        |                        |                        |  |    |                   |                   |                   |
|  | O1                | O2            | Oklahoma City* | 1 | San Antonio*   | 4                          |                            |                            |  |    |                        |                        |                        |  |    |                   |                   |                   |
|  | O1                |               |                |   | San Antonio*   | 4                          |                            |                            |  |    |                        |                        |                        |  |    |                   |                   |                   |
|  | O8                | Utah          | 0              |   |                |                            |                            |                            |  |    |                        |                        |                        |  |    |                   |                   |                   |
|  | O8                | Utah          | 0              |   | O1             | San Antonio*               | 4                          |                            |  |    |                        |                        |                        |  |    |                   |                   |                   |
|  |                   |               |                |   | O1             | San Antonio*               | 4                          |                            |  |    |                        |                        |                        |  |    |                   |                   |                   |
|  |                   | O5            | L.A. Clippers  | 0 |                |                            |                            |                            |  |    |                        |                        |                        |  |    |                   |                   |                   |
|  | O4                | O5            | L.A. Clippers  | 0 | Memphis        | 3                          |                            |                            |  |    |                        |                        |                        |  |    |                   |                   |                   |
|  | O4                |               |                |   | Memphis        | 3                          |                            |                            |  |    |                        |                        |                        |  |    |                   |                   |                   |
|  | O5                | L.A. Clippers | 4              |   |                |                            |                            |                            |  |    |                        |                        |                        |  |    |                   |                   |                   |
|  | O5                | L.A. Clippers | 4              |   |                |                            |                            |                            |  | O1 | San Antonio*           | 2                      |                        |  |    |                   |                   |                   |
|  | Conferencia Oeste |               |                |   |                |                            |                            |                            |  | O1 | San Antonio*           | 2                      |                        |  |    |                   |                   |                   |
|  |                   | O2            | Oklahoma City* | 4 |                |                            |                            |                            |  |    |                        |                        |                        |  |    |                   |                   |                   |
|  | O3                | O2            | Oklahoma City* | 4 | L.A. Lakers*   | 4                          |                            |                            |  |    |                        |                        |                        |  |    |                   |                   |                   |
|  | O3                |               |                |   | L.A. Lakers*   | 4                          |                            |                            |  |    |                        |                        |                        |  |    |                   |                   |                   |
|  | O6                | Denver        | 3              |   |                |                            |                            |                            |  |    |                        |                        |                        |  |    |                   |                   |                   |
|  | O6                | Denver        | 3              |   | O3             | L.A. Lakers*               | 1                          |                            |  |    |                        |                        |                        |  |    |                   |                   |                   |
|  |                   |               |                |   | O3             | L.A. Lakers*               | 1                          |                            |  |    |                        |                        |                        |  |    |                   |                   |                   |
|  |                   | O2            | Oklahoma City* | 4 |                |                            |                            |                            |  |    |                        |                        |                        |  |    |                   |                   |                   |
|  | O2                | O2            | Oklahoma City* | 4 | Oklahoma City* | 4                          |                            |                            |  |    |                        |                        |                        |  |    |                   |                   |                   |
|  | O2                |               |                |   | Oklahoma City* | 4                          |                            |                            |  |    |                        |                        |                        |  |    |                   |                   |                   |
|  | O7                | Dallas        | 0              |   |                |                            |                            |                            |  |    |                        |                        |                        |  |    |                   |                   |                   |

## Conferencia Este

### Primera ronda

#### (1) Chicago Bulls vs. (8) Philadelphia 76ers
| 28 de abril | Philadelphia 76ers                                                                | 91–103                                | Chicago Bulls                                              | |  |
| 1:00 p. m.  | Parciales: 24–28, 18–25, 24–26, 25–24                                             | Parciales: 24–28, 18–25, 24–26, 25–24 | Parciales: 24–28, 18–25, 24–26, 25–24                      | |  |
|             | Estadísticas Elton Brand 19 Brand, Holiday 7 cada uno Turner, Iguodala 5 cada uno | Reporte Pts Reb Asts                  | Estadísticas Derrick Rose 23 Joakim Noah 13 Derrick Rose 9 | Pabellón: United Center, Chicago, Illinois Asistencia: 21,943 espectadores Árbitros: Derrick Stafford, Jason Phillips, Michael Smith, Leroy Richardson Televisión: TNT |  |

| 1 de mayo  | Philadelphia 76ers                                                              | 109–92                                | Chicago Bulls                                                       | |  |
| 8:00 p. m. | Parciales: 25–28, 22–27, 36–14, 26–23                                           | Parciales: 25–28, 22–27, 36–14, 26–23 | Parciales: 25–28, 22–27, 36–14, 26–23                               | |  |
|            | Estadísticas Jrue Holiday 26 Lavoy Allen 9 Holiday, Turner, Williams 6 cada uno | Reporte Pts Reb Asts                  | Estadísticas Joakim Noah 21 Joakim Noah 8 Noah, Hamilton 5 cada uno | Pabellón: United Center, Chicago, Illinois Asistencia: 22,067 espectadores Árbitros: Greg Willard, Courtney Kirkland, Rodney Mott, Kane Fitzgerald Televisión: TNT |  |

| 4 de mayo  | Chicago Bulls                                                     | 74–79                                 | Philadelphia 76ers                                             | |  |
| 8:00 p. m. | Parciales: 20–19, 19–21, 21–11, 14–28                             | Parciales: 20–19, 19–21, 21–11, 14–28 | Parciales: 20–19, 19–21, 21–11, 14–28                          | |  |
|            | Estadísticas Carlos Boozer 18 Carlos Boozer 10 Richard Hamilton 7 | Reporte Pts Reb Asts                  | Estadísticas Spencer Hawes 21 Thaddeus Young 11 Jrue Holiday 6 | Pabellón: Wells Fargo Center, Filadelfia, Pensilvania EE. UU. Asistencia: 20,381 espectadores Árbitros: Joe Crawford, Tony Brothers, Eric Lewis, Derrick Collins Televisión: ESPN2 |  |

| 6 de mayo  | Chicago Bulls                                                         | 82–89                                 | Philadelphia 76ers                                             | |  |
| 1:00 p. m. | Parciales: 15–24, 27–20, 21–20, 19–25                                 | Parciales: 15–24, 27–20, 21–20, 19–25 | Parciales: 15–24, 27–20, 21–20, 19–25                          | |  |
|            | Estadísticas Carlos Boozer 23 Taj Gibson 12 Boozer, Watson 4 cada uno | Reporte Pts Reb Asts                  | Estadísticas Spencer Hawes 22 Andre Iguodala 12 Jrue Holiday 6 | Pabellón: Wells Fargo Center, Filadelfia, Pensilvania, EE. UU. Asistencia: 20,412 espectadores Árbitros: Dan Crawford, Dick Bavetta, Marc Davis, Mark Lindsay Televisión: ABC |  |

| 8 de mayo  | Philadelphia 76ers                                           | 69–77                                 | Chicago Bulls                                             | |  |
| 9:30 p. m. | Parciales: 16–17, 10–18, 22–22, 21–20                        | Parciales: 16–17, 10–18, 22–22, 21–20 | Parciales: 16–17, 10–18, 22–22, 21–20                     | |  |
|            | Estadísticas Jrue Holiday 16 Spencer Hawes 14 Jrue Holiday 4 | Reporte Pts Reb Asts                  | Estadísticas Luol Deng 24 Carlos Boozer 13 C. J. Watson 7 | Pabellón: United Center, Chicago, Illinois Asistencia: 22,093 espectadores Árbitros: Ken Mauer, Bill Kennedy, Leon Wood, Mark Lindsay Televisión: NBA TV |  |

| 10 de mayo                        | Chicago Bulls                                                        | 78–79                                 | Philadelphia 76ers                                               | |  |  |
| 7:00 p. m.                        | Parciales: 22–24, 18–24, 23–15, 15–16                                | Parciales: 22–24, 18–24, 23–15, 15–16 | Parciales: 22–24, 18–24, 23–15, 15–16                            | |  |  |
|                                   | Estadísticas Deng, Hamilton 19 cada uno Luol Deng 17 C. J. Watson 10 | Reporte Pts Reb Asts                  | Estadísticas Andre Iguodala 20 Spencer Hawes 10 Andre Iguodala 7 | Pabellón: Wells Fargo Center, Filadelfia, Pensilvania, EE. UU. Asistencia: 20,362 espectadores Árbitros: Monty McCutchen, Ron Garretson, Sean Wright, Leroy Richardson Televisión: NBA TV |  |  |
| Philadelphia gana las series, 4–2 |                                                                      |                                       |                                                                  | |  |  |
|                                   |                                                                      |                                       |                                                                  | |  |  |

Partidos de temporada regular
Chicago gana 2–1 en temporada regular:
| 1 de febrero de 2012 | Chicago Bulls | 82–98   | Philadelphia 76ers |                                                                |  |
|                      |               |         |                    |                                                                |  |
|                      |               | Reporte |                    | Pabellón: Wells Fargo Center, Filadelfia, Pensilvania, EE. UU. |  |

| 4 de marzo de 2012 | Chicago Bulls | 96–91   | Philadelphia 76ers |                                                                |  |
|                    |               |         |                    |                                                                |  |
|                    |               | Reporte |                    | Pabellón: Wells Fargo Center, Filadelfia, Pensilvania, EE. UU. |  |

| 17 de marzo de 2012 | Philadelphia 76ers | 80–89   | Chicago Bulls |                                            |  |
|                     |                    |         |               |                                            |  |
|                     |                    | Reporte |               | Pabellón: United Center, Chicago, Illinois |  |

Último encuentro en playoffs: Semifinales de la Conferencia Este 1991 (Chicago ganó 4–1).

#### (2) Miami Heat vs. (7) New York Knicks
| 28 de abril | New York Knicks                                                  | 67–100                                | Miami Heat                                                    | |  |
| 3:30 p. m.  | Parciales: 18–24, 13–30, 16–27, 20–19                            | Parciales: 18–24, 13–30, 16–27, 20–19 | Parciales: 18–24, 13–30, 16–27, 20–19                         | |  |
|             | Estadísticas J. R. Smith 17 Carmelo Anthony 10 Carmelo Anthony 3 | Reporte Pts Reb Asts                  | Estadísticas LeBron James 32 Udonis Haslem 8 Mario Chalmers 9 | Pabellón: American Airlines Arena, Miami, Florida Asistencia: 19,621 espectadores Árbitros: Dan Crawford, Ed Malloy, Gary Zielinski, Mark Lindsay Televisión: ABC |  |

| 30 de abril | New York Knicks                                                 | 94–104                                | Miami Heat                                                 | |  |
| 7:00 p. m.  | Parciales: 24–27, 23–26, 22–25, 25–26                           | Parciales: 24–27, 23–26, 22–25, 25–26 | Parciales: 24–27, 23–26, 22–25, 25–26                      | |  |
|             | Estadísticas Carmelo Anthony 30 Carmelo Anthony 9 Baron Davis 6 | Reporte Pts Reb Asts                  | Estadísticas Dwyane Wade 25 Udonis Haslem 8 LeBron James 9 | Pabellón: American Airlines Arena, Miami, Florida Asistencia: 19,684 espectadores Árbitros: Joe Crawford, Bennie Adams, Bill Spooner, Leon Wood Televisión: TNT |  |

| 3 de mayo  | Miami Heat                                                | 87–70                                 | New York Knicks                                                 | |  |
| 7:00 p. m. | Parciales: 19–19, 17–21, 22–16, 29–14                     | Parciales: 19–19, 17–21, 22–16, 29–14 | Parciales: 19–19, 17–21, 22–16, 29–14                           | |  |
|            | Estadísticas LeBron James 32 Chris Bosh 10 LeBron James 5 | Reporte Pts Reb Asts                  | Estadísticas Carmelo Anthony 22 Tyson Chandler 15 Baron Davis 3 | Pabellón: Madison Square Garden, Nueva York Asistencia: 19,763 espectadores Árbitros: Mike Callahan, David Guthrie, Eddie F. Rush, John Goble Televisión: TNT |  |

| 6 de mayo  | Miami Heat                                              | 87–89                                 | New York Knicks                                                                | |  |
| 3:30 p. m. | Parciales: 18–20, 26–18, 17–26, 26–25                   | Parciales: 18–20, 26–18, 17–26, 26–25 | Parciales: 18–20, 26–18, 17–26, 26–25                                          | |  |
|            | Estadísticas LeBron James 27 Chris Bosh 9 Dwyane Wade 6 | Reporte Pts Reb Asts                  | Estadísticas Carmelo Anthony 41 Amar'e Stoudemire 10 Anthony, Smith 4 cada uno | Pabellón: Madison Square Garden, Nueva York Asistencia: 19,763 espectadores Árbitros: Monty McCutchen, Derrick Collins, Tom Washington, Eric Lewis Televisión: ABC |  |

| 9 de mayo                  | New York Knicks                                                | 94–106                                | Miami Heat                                                 | |  |  |
| 7:00 p. m.                 | Parciales: 24–28, 20–27, 23–26, 27–25                          | Parciales: 24–28, 20–27, 23–26, 27–25 | Parciales: 24–28, 20–27, 23–26, 27–25                      | |  |  |
|                            | Estadísticas Carmelo Anthony 35 Tyson Chandler 11 Mike Bibby 6 | Reporte Pts Reb Asts                  | Estadísticas LeBron James 29 LeBron James 8 LeBron James 7 | Pabellón: American Airlines Arena, Miami, Florida Asistencia: 19,754 espectadores Árbitros: Greg Willard, James Capers, John Goble Televisión: TNT |  |  |
| Miami gana las series, 4–1 |                                                                |                                       |                                                            | |  |  |
|                            |                                                                |                                       |                                                            | |  |  |

Partidos de temporada regular
Miami ganó 3–0 los enfrentamientos en temporada regular:
| 27 de enero de 2012 | New York Knicks | 89–99   | Miami Heat |                                                   |  |
|                     |                 |         |            |                                                   |  |
|                     |                 | Reporte |            | Pabellón: American Airlines Arena, Miami, Florida |  |

| 23 de febrero de 2012 | New York Knicks | 88–102  | Miami Heat |                                                   |  |
|                       |                 |         |            |                                                   |  |
|                       |                 | Reporte |            | Pabellón: American Airlines Arena, Miami, Florida |  |

| 15 de abril de 2012 | Miami Heat | 93–85   | New York Knicks |                                             |  |
|                     |            |         |                 |                                             |  |
|                     |            | Reporte |                 | Pabellón: Madison Square Garden, Nueva York |  |

Último enfrentamiento en playoffs: Semifinales de la Conferencia Este 2000 (New York Knicks ganó 4–3).

#### (3) Indiana Pacers vs. (6) Orlando Magic
| 28 de abril | Orlando Magic                                                             | 81–77                                 | Indiana Pacers                                              | |  |
| 7:00 p. m.  | Parciales: 21–22, 30–22, 13–19, 17–14                                     | Parciales: 21–22, 30–22, 13–19, 17–14 | Parciales: 21–22, 30–22, 13–19, 17–14                       | |  |
|             | Estadísticas Nelson, Richardson 17 cada uno Glen Davis 13 Jameer Nelson 9 | Reporte Pts Reb Asts                  | Estadísticas David West 19 Roy Hibbert 13 Darren Collison 5 | Pabellón: Bankers Life Fieldhouse, Indianápolis, Indiana Asistencia: 18,165 espectadores Árbitros: Ken Mauer, David Jones, Leon Wood, Scott Wall Televisión: ESPN |  |

| 30 de abril | Orlando Magic                                                                  | 78–93                                 | Indiana Pacers                                                           | |  |
| 7:30 p. m.  | Parciales: 21–24, 23–18, 13–30, 21–21                                          | Parciales: 21–24, 23–18, 13–30, 21–21 | Parciales: 21–24, 23–18, 13–30, 21–21                                    | |  |
|             | Estadísticas Glen Davis 18 Glen Davis 10 Richardson, Nelson, Redick 3 cada uno | Reporte Pts Reb Asts                  | Estadísticas West, Granger, Hill 18 cada uno Roy Hibbert 13 David West 4 | Pabellón: Bankers Life Fieldhouse, Indianápolis, Indiana Asistencia: 18,165 espectadores Árbitros: Derrick Stafford, Bill Kennedy, Gary Zielinski, Brian Forte Televisión: NBA TV |  |

| 2 de mayo  | Indiana Pacers                                             | 97–74                          | Orlando Magic                                                    | |  |
| 7:30 p. m. | Parciales: 23-14, 21-24, 32-17                             | Parciales: 23-14, 21-24, 32-17 | Parciales: 23-14, 21-24, 32-17                                   | |  |
|            | Estadísticas Danny Granger 26 Roy Hibbert 10 Paul George 4 | Reporte Pts Reb Asts           | Estadísticas Glen Davis 22 Quentin Richardson 10 Jameer Nelson 5 | Pabellón: Amway Center, Orlando, Florida Asistencia: 18,846 espectadores Árbitros: Dan Crawford, Bennie Adams, Bill Spooner, Mark Lindsay Televisión: NBA TV |  |

| 5 de mayo                      | Indiana Pacers                                             | 101–99                                              | Orlando Magic                                                   | |  |  |
| 2:00 p. m.                     | Parciales: 22–19, 24–25, 27–17, 16–28 (T.E.: 12–10)        | Parciales: 22–19, 24–25, 27–17, 16–28 (T.E.: 12–10) | Parciales: 22–19, 24–25, 27–17, 16–28 (T.E.: 12–10)             | |  |  |
|                                | Estadísticas David West 26 David West 12 Darren Collison 9 | Reporte Pts Reb Asts                                | Estadísticas Jason Richardson 25 Glen Davis 11 Jameer Nelson 11 | Pabellón: Amway Center, Orlando, Florida Asistencia: 18,846 espectadores Árbitros: Mike Callahan, Ed Malloy, Violet Palmer, Kane Fitzgerald Televisión: ESPN |  |  |
| Indiana lidera las series, 3–1 |                                                            |                                                     |                                                                 | |  |  |
|                                |                                                            |                                                     |                                                                 | |  |  |

| 8 de mayo                    | Orlando Magic                                              | 87–105                                | Indiana Pacers                                               | |  |  |
| 7:00 p. m.                   | Parciales: 19–28, 28–22, 24–19, 16–36                      | Parciales: 19–28, 28–22, 24–19, 16–36 | Parciales: 19–28, 28–22, 24–19, 16–36                        | |  |  |
|                              | Estadísticas Jameer Nelson 27 Glen Davis 8 Jameer Nelson 5 | Reporte Pts Reb Asts                  | Estadísticas Danny Granger 25 David West 8 Darren Collison 6 | Pabellón: Bankers Life Fieldhouse, Indianápolis, Indiana Asistencia: 18,165 espectadores Árbitros: Monty McCutchen, Marc Davis, David Guthrie, Derrick Collins Televisión: NBA TV |  |  |
| Indiana gana las series, 4–1 |                                                            |                                       |                                                              | |  |  |
|                              |                                                            |                                       |                                                              | |  |  |

Regular-season series
Orlando won 3–1 in the regular-season series:
| 24 de enero de 2012 | Orlando Magic | 102–83  | Indiana Pacers |                                                          |  |
|                     |               |         |                |                                                          |  |
|                     |               | Reporte |                | Pabellón: Bankers Life Fieldhouse, Indianápolis, Indiana |  |

| 29 de enero de 2012 | Indiana Pacers | 106–85  | Orlando Magic |                                          |  |
|                     |                |         |               |                                          |  |
|                     |                | Reporte |               | Pabellón: Amway Center, Orlando, Florida |  |

| 4 de febrero de 2012 | Orlando Magic | 85–81   | Indiana Pacers |                                                          |  |
|                      |               |         |                |                                                          |  |
|                      |               | Reporte |                | Pabellón: Bankers Life Fieldhouse, Indianápolis, Indiana |  |

| 11 de marzo de 2012 | Indiana Pacers | 94–107  | Orlando Magic |                                          |  |
|                     |                |         |               |                                          |  |
|                     |                | Reporte |               | Pabellón: Amway Center, Orlando, Florida |  |

Último enfrentamiento en playoffs: Finales de la Conferencia Este 1995 (Orlando ganó 4–3).

#### (4) Boston Celtics vs. (5) Atlanta Hawks
| 29 de abril | Boston Celtics                                                          | 74–83                                 | Atlanta Hawks                                          | |  |
| 7:00 p. m.  | Parciales: 18–31, 17–18, 18–16, 21–18                                   | Parciales: 18–31, 17–18, 18–16, 21–18 | Parciales: 18–31, 17–18, 18–16, 21–18                  | |  |
|             | Estadísticas Rondo, Garnett 20 cada uno Kevin Garnett 12 Rajon Rondo 11 | Reporte Pts Reb Asts                  | Estadísticas Josh Smith 22 Josh Smith 18 Joe Johnson 5 | Pabellón: Philips Arena, Atlanta, Georgia Asistencia: 19,292 espectadores Árbitros: Mike Callahan, Marc Davis, John Goble, Kane Fitzgerald Televisión: TNT |  |

| 1 de mayo  | Boston Celtics                                             | 87–80                                 | Atlanta Hawks                                                       | |  |
| 7:30 p. m. | Parciales: 24–24, 17–20, 20–22, 26–14                      | Parciales: 24–24, 17–20, 20–22, 26–14 | Parciales: 24–24, 17–20, 20–22, 26–14                               | |  |
|            | Estadísticas Paul Pierce 36 Paul Pierce 14 Kevin Garnett 5 | Reporte Pts Reb Asts                  | Estadísticas Joe Johnson 22 Josh Smith 12 Johnson, Smith 5 cada uno | Pabellón: Philips Arena, Atlanta, Georgia Asistencia: 19,308 espectadores Árbitros: Scott Foster, Ed Malloy, Scott Wall, Leroy Richardson Televisión: NBA TV |  |

| 4 de mayo  | Atlanta Hawks                                                | 84–90                                              | Boston Celtics                                            | |  |
| 7:30 p. m. | Parciales: 19–17, 19–23, 20–20, 22–20 (T.E.: 4–10)           | Parciales: 19–17, 19–23, 20–20, 22–20 (T.E.: 4–10) | Parciales: 19–17, 19–23, 20–20, 22–20 (T.E.: 4–10)        | |  |
|            | Estadísticas Joe Johnson 29 Marvin Williams 11 Jeff Teague 6 | Reporte Pts Reb Asts                               | Estadísticas Paul Pierce 21 Rajon Rondo 14 Rajon Rondo 12 | Pabellón: TD Garden, Boston, Massachusetts Asistencia: 18,624 espectadores Árbitros: Monty McCutchen, Ron Garretson, Zach Zarba, Tony Brown Televisión: ESPN |  |

| 6 de mayo  | Atlanta Hawks                                         | 79–101                                | Boston Celtics                                                             | |  |
| 7:00 p. m. | Parciales: 19–32, 22–32, 22–26, 16–11                 | Parciales: 19–32, 22–32, 22–26, 16–11 | Parciales: 19–32, 22–32, 22–26, 16–11                                      | |  |
|            | Estadísticas Josh Smith 15 Josh Smith 13 Josh Smith 5 | Reporte Pts Reb Asts                  | Estadísticas Paul Pierce 24 Allen, Bass, Garnett 5 cada uno Rajon Rondo 16 | Pabellón: TD Garden, Boston, Massachusetts Asistencia: 18,624 espectadores Árbitros: Joe Crawford, Tony Brothers, Pat Fraher, David Guthrie Televisión: TNT |  |

| 8 de mayo  | Boston Celtics                                                                   | 86–87                                 | Atlanta Hawks                                         | |  |
| 8:00 p. m. | Parciales: 21–15, 19–25, 24–26, 22–21                                            | Parciales: 21–15, 19–25, 24–26, 22–21 | Parciales: 21–15, 19–25, 24–26, 22–21                 | |  |
|            | Estadísticas Garnett, Pierce 16 cada uno Bass, Garnett 7 cada uno Rajon Rondo 12 | Reporte Pts Reb Asts                  | Estadísticas Al Horford 19 Josh Smith 16 Josh Smith 6 | Pabellón: Philips Arena, Atlanta, Georgia Asistencia: 19,319 espectadores Árbitros: Dan Crawford, David Jones, Tom Washington, Brian Forte Televisión: TNT |  |

| 10 de mayo                  | Atlanta Hawks                                                 | 80–83                                 | Boston Celtics                                               | |  |  |
| 8:00 p. m.                  | Parciales: 23–20, 18–27, 22–20, 17–16                         | Parciales: 23–20, 18–27, 22–20, 17–16 | Parciales: 23–20, 18–27, 22–20, 17–16                        | |  |  |
|                             | Estadísticas Josh Smith 18 Horford, Smith 9 cada uno Teague 6 | Reporte Pts Reb Asts                  | Estadísticas Kevin Garnett 28 Kevin Garnett 14 Rajon Rondo 8 | Pabellón: TD Garden, Boston, Massachusetts Asistencia: 18,624 espectadores Árbitros: Derrick Stafford, Bill Kennedy, Eric Lewis, Mark Lindsay Televisión: TNT |  |  |
| Boston gana las series, 4–2 |                                                               |                                       |                                                              | |  |  |
|                             |                                                               |                                       |                                                              | |  |  |

Partidos de temporada regular
Boston ganó 2–1 en los enfrentamientos de temporada regular:
| 19 de marzo de 2012 | Boston Celtics | 79–76   | Atlanta Hawks |                                           |  |
|                     |                |         |               |                                           |  |
|                     |                | Reporte |               | Pabellón: Philips Arena, Atlanta, Georgia |  |

| 11 de abril de 2012 | Atlanta Hawks | 86–88   | Boston Celtics |                                            |  |
|                     |               |         |                |                                            |  |
|                     |               | Reporte |                | Pabellón: TD Garden, Boston, Massachusetts |  |

| 20 de abril de 2012 | Boston Celtics | 92–97   | Atlanta Hawks |                                           |  |
|                     |                |         |               |                                           |  |
|                     |                | Reporte |               | Pabellón: Philips Arena, Atlanta, Georgia |  |

Último enfrentamiento en playoffs: 1ª Ronda de la Conferencia Este 2008 (Boston ganó 4–3).

### Semifinales de Conferencia

#### (2) Miami Heat vs. (3) Indiana Pacers
| 13 de mayo | Indiana Pacers                                                      | 86–95                                 | Miami Heat                                                  | |  |
| 3:30 p. m. | Parciales: 23–20, 25–22, 22–28, 16–25                               | Parciales: 23–20, 25–22, 22–28, 16–25 | Parciales: 23–20, 25–22, 22–28, 16–25                       | |  |
|            | Estadísticas Hibbert, West 17 ambos David West 12 Darren Collison 6 | Reporte Pts Reb Asts                  | Estadísticas LeBron James 32 LeBron James 15 LeBron James 5 | Pabellón: American Airlines Arena, Miami, Florida Asistencia: 19,600 espectadores Árbitros: Scott Foster, Tom Washington, Sean Wright, Eric Lewis Televisión: ABC |  |

| 15 de mayo | Indiana Pacers                                                      | 78–75                                 | Miami Heat                                                 | |  |
| 7:00 p. m. | Parciales: 17–21, 16–17, 28–14, 17–23                               | Parciales: 17–21, 16–17, 28–14, 17–23 | Parciales: 17–21, 16–17, 28–14, 17–23                      | |  |
|            | Estadísticas David West 16 George, Hibbert 11 ambos Danny Granger 3 | Reporte Pts Reb Asts                  | Estadísticas LeBron James 28 LeBron James 9 LeBron James 5 | Pabellón: American Airlines Arena, Miami, Florida Asistencia: 19,828 espectadores Árbitros: Joe Crawford, Bennie Adams, Ed Malloy, David Jones Televisión: TNT |  |

| 17 de mayo | Miami Heat                                                     | 75–94                                 | Indiana Pacers                                           | |  |
| 7:00 p. m. | Parciales: 26–17, 17–26, 12–26, 20–25                          | Parciales: 26–17, 17–26, 12–26, 20–25 | Parciales: 26–17, 17–26, 12–26, 20–25                    | |  |
|            | Estadísticas Mario Chalmers 25 Ronny Turiaf 8 Mario Chalmers 5 | Reporte Pts Reb Asts                  | Estadísticas George Hill 20 Roy Hibbert 18 George Hill 5 | Pabellón: Bankers Life Fieldhouse, Indianápolis, Indiana Asistencia: 18,165 espectadores Árbitros: Dan Crawford, Tony Brothers, John Goble Televisión: ESPN |  |

| 20 de mayo | Miami Heat                                                  | 101–93                                | Indiana Pacers                                            | |  |
| 3:30 p. m. | Parciales: 18–25, 28–29, 30–16, 25–23                       | Parciales: 18–25, 28–29, 30–16, 25–23 | Parciales: 18–25, 28–29, 30–16, 25–23                     | |  |
|            | Estadísticas LeBron James 40 LeBron James 18 LeBron James 9 | Reporte Pts Reb Asts                  | Estadísticas Danny Granger 20 Roy Hibbert 9 Paul George 5 | Pabellón: Bankers Life Fieldhouse, Indianápolis, Indiana Asistencia: 18,165 espectadores Árbitros: Monty McCutchen, Mike Callahan, Bill Kennedy, David Guthrie Televisión: ABC |  |

| 22 de mayo | Indiana Pacers                                           | 83–115                                | Miami Heat                                                    | |  |
| 8:00 p. m. | Parciales: 20-26, 20-23, 17-27, 26-39                    | Parciales: 20-26, 20-23, 17-27, 26-39 | Parciales: 20-26, 20-23, 17-27, 26-39                         | |  |
|            | Estadísticas Paul George 11 Roy Hibbert 12 Paul George 3 | Reporte Pts Reb Asts                  | Estadísticas LeBron James 30 Mario Chalmers 11 LeBron James 8 | Pabellón: American Airlines Arena, Miami, Florida Asistencia: 20,097 espectadores Árbitros: Derrick Stafford, Jason Phillips, Greg Willard, Michael Smith Televisión: TNT |  |

| 24 de mayo                 | Miami Heat                                                | 105–93                                | Indiana Pacers                                          | |  |  |
| 8:00 p. m.                 | Parciales: 21-28, 30-25, 28-16, 26-24                     | Parciales: 21-28, 30-25, 28-16, 26-24 | Parciales: 21-28, 30-25, 28-16, 26-24                   | |  |  |
|                            | Estadísticas Dwyane Wade 41 Dwyane Wade 10 LeBron James 7 | Reporte Pts Reb Asts                  | Estadísticas David West 24 Paul George 10 George Hill 5 | Pabellón: Bankers Life Fieldhouse, Indianapolis, Indiana Asistencia: 18,165 espectadores Árbitros: Scott Foster, Marc Davis, Ken Mauer, David Jones Televisión: ESPN |  |  |
| Miami gana las series, 4-2 |                                                           |                                       |                                                         | |  |  |
|                            |                                                           |                                       |                                                         | |  |  |

Partidos en temporada regular
Miami ganó 3–1 en los enfrentamientos en temporada regular:
| 4 de enero de 2012 | Indiana Pacers | 83–118  | Miami Heat |                                                   |  |
|                    |                |         |            |                                                   |  |
|                    |                | Reporte |            | Pabellón: American Airlines Arena, Miami, Florida |  |

| 14 de febrero de 2012 | Miami Heat | 105–90  | Indiana Pacers |                                                          |  |
|                       |            |         |                |                                                          |  |
|                       |            | Reporte |                | Pabellón: Bankers Life Fieldhouse, Indianápolis, Indiana |  |

| 10 de marzo de 2012 | Indiana Pacers | 91–93   | Miami Heat |                                                   |  |
|                     |                |         |            |                                                   |  |
|                     |                | Reporte |            | Pabellón: American Airlines Arena, Miami, Florida |  |

| 26 de marzo de 2012 | Miami Heat | 90–105  | Indiana Pacers |                                                          |  |
|                     |            |         |                |                                                          |  |
|                     |            | Reporte |                | Pabellón: Bankers Life Fieldhouse, Indianápolis, Indiana |  |

Último enfrentamiento en Playoffs: Semifinales de la Conferencia Este 2004 (Indiana ganó 4–2).

#### (4) Boston Celtics vs (8) Philadelphia 76ers
| 12 de mayo | Philadelphia 76ers                                             | 91–92                                 | Boston Celtics                                              | |  |
| 8:00 p. m. | Parciales: 28–18, 19–24, 24–25, 20–25                          | Parciales: 28–18, 19–24, 24–25, 20–25 | Parciales: 28–18, 19–24, 24–25, 20–25                       | |  |
|            | Estadísticas Andre Iguodala 19 Evan Turner 10 Andre Iguodala 6 | Reporte Pts Reb Asts                  | Estadísticas Kevin Garnett 29 Rajon Rondo 12 Rajon Rondo 17 | Pabellón: TD Garden, Boston, Massachusetts Asistencia: 18,624 espectadores Árbitros: Greg Willard, James Capers, David Jones, John Goble Televisión: TNT |  |

| 14 de mayo | Philadelphia 76ers                                             | 82–81                                 | Boston Celtics                                            | |  |
| 7:00 p. m. | Parciales: 21–25, 15–13, 21–11, 25–32                          | Parciales: 21–25, 15–13, 21–11, 25–32 | Parciales: 21–25, 15–13, 21–11, 25–32                     | |  |
|            | Estadísticas Jrue Holiday 18 Spencer Hawes 10 Andre Iguodala 7 | Reporte Pts Reb Asts                  | Estadísticas Ray Allen 17 Kevin Garnett 12 Rajon Rondo 13 | Pabellón: TD Garden, Boston, Massachusetts Asistencia: 18,624 espectadores Árbitros: Dan Crawford, Jason Phillips, Michael Smith, Rodney Mott Televisión: TNT |  |

| 16 de mayo | Boston Celtics                                                | 107–91                                | Philadelphia 76ers                                          | |  |
| 7:00 p. m. | Parciales: 28–33, 32–16, 29–17, 18–25                         | Parciales: 28–33, 32–16, 29–17, 18–25 | Parciales: 28–33, 32–16, 29–17, 18–25                       | |  |
|            | Estadísticas Kevin Garnett 27 Kevin Garnett 13 Rajon Rondo 14 | Reporte Pts Reb Asts                  | Estadísticas Thaddeus Young 22 Evan Turner 8 Jrue Holiday 9 | Pabellón: Wells Fargo Center, Filadelfia, Pensilvania Asistencia: 20,351 espectadores Árbitros: Derrick Stafford, Mike Callahan, Eric Lewis, David Guthrie Televisión: TNT |  |

| 18 de mayo | Boston Celtics                                              | 83–92                                 | Philadelphia 76ers                                                     | |  |
| 8:00 p. m. | Parciales: 24–12, 22–19, 17–28, 20–33                       | Parciales: 24–12, 22–19, 17–28, 20–33 | Parciales: 24–12, 22–19, 17–28, 20–33                                  | |  |
|            | Estadísticas Paul Pierce 24 Kevin Garnett 11 Rajon Rondo 15 | Reporte Pts Reb Asts                  | Estadísticas Iguodala, Turner 16 ambos Lavoy Allen 10 Louis Williams 8 | Pabellón: Wells Fargo Center, Filadelfia, Pensilvania Asistencia: 20,411 espectadores Árbitros: Scott Foster, Bill Kennedy, Bill Spooner, David Jones Televisión: ESPN |  |

| 21 de mayo | Philadelphia 76ers                                        | 85–101                                | Boston Celtics                                                                  | |  |
| 7:00 p. m. | Parciales: 27-23, 23-24, 16-28, 19-26                     | Parciales: 27-23, 23-24, 16-28, 19-26 | Parciales: 27-23, 23-24, 16-28, 19-26                                           | |  |
|            | Estadísticas Elton Brand 19 Evan Turner 10 Jrue Holiday 7 | Reporte Pts Reb Asts                  | Estadísticas Brandon Bass 27 Brandon Bass, Kevin Garnett 6 ambos Rajon Rondo 14 | Pabellón: TD Garden, Boston, Massachusetts Asistencia: 18,624 espectadores Árbitros: Ken Mauer, Ed Maloy, Rodney Mott, Derrick Collins Televisión: TNT |  |

| 23 de mayo | Boston Celtics                                             | 75–82                                 | Philadelphia 76ers                                                               | |  |
| 8:00 p. m. | Parciales: 19-22, 17-11, 20-27, 15-22                      | Parciales: 19-22, 17-11, 20-27, 15-22 | Parciales: 19-22, 17-11, 20-27, 15-22                                            | |  |
|            | Estadísticas Paul Pierce 24 Kevin Garnett 11 Rajon Rondo 6 | Reporte Pts Reb Asts                  | Estadísticas Jrue Holiday 20 Elton Brand 10 Jrue Holiday, Louis Williams 6 ambos | Pabellón: Wells Fargo Center, Filadelfia, Pensilvania, EE. UU. Asistencia: 20,403 espectadores Árbitros: Joe Crawford, James Capers, Ron Garretson, Zach Zarba Televisión: ESPN |  |

| 26 de mayo                  | Philadelphia 76ers                                              | 75–85                                 | Boston Celtics                                                                   | |  |  |
| 8:00 p. m.                  | Parciales: 20-20, 13-21, 19-14, 23-30                           | Parciales: 20-20, 13-21, 19-14, 23-30 | Parciales: 20-20, 13-21, 19-14, 23-30                                            | |  |  |
|                             | Estadísticas Andre Iguodala 18 Thaddeus Young 10 Jrue Holiday 9 | Reporte Pts Reb Asts                  | Estadísticas Kevin Garnett, Rajon Rondo 18 ambos Kevin Garnett 13 Rajon Rondo 10 | Pabellón: TD Garden, Boston, Massachusetts Asistencia: 18,624 espectadores Árbitros: Monty McCutchen, Tony Brothers, Mike Callahan, Sean Wright Televisión: ABC |  |  |
| Boston gana las series, 4-3 |                                                                 |                                       |                                                                                  | |  |  |
|                             |                                                                 |                                       |                                                                                  | |  |  |

Partidos en temporada regular
Philadelphia ganó 2–1 en los enfrentamientos en temporada regular:
| 7 de marzo de 2012 | Boston Celtics | 71–103  | Philadelphia 76ers |                                                                |  |
|                    |                |         |                    |                                                                |  |
|                    |                | Reporte |                    | Pabellón: Wells Fargo Center, Filadelfia, Pensilvania, EE. UU. |  |

| 23 de marzo de 2012 | Boston Celtics | 86–99   | Philadelphia 76ers |                                                       |  |
|                     |                |         |                    |                                                       |  |
|                     |                | Reporte |                    | Pabellón: Wells Fargo Center, Filadelfia, Pensilvania |  |

| 8 de abril de 2012 | Philadelphia 76ers | 79–103  | Boston Celtics |                                            |  |
|                    |                    |         |                |                                            |  |
|                    |                    | Reporte |                | Pabellón: TD Garden, Boston, Massachusetts |  |

Último enfrentamiento en Playoffs: 1ª Ronda de la Conferencia Este 2002  (Boston ganó 3–2)

### Finales de Conferencia: (2) Miami Heat vs. (4) Boston Celtics
| 28 de mayo | Boston Celtics                                               | 79–93                                 | Miami Heat                                                 | |  |
| 8:30 p. m. | Parciales: 11–21, 35–25, 15–26, 18–21                        | Parciales: 11–21, 35–25, 15–26, 18–21 | Parciales: 11–21, 35–25, 15–26, 18–21                      | |  |
|            | Estadísticas Kevin Garnett 23 Kevin Garnett 10 Rajon Rondo 7 | Reporte Pts Reb Asts                  | Estadísticas LeBron James 32 LeBron James 13 Dwyane Wade 7 | Pabellón: American Airlines Arena, Miami, Florida Asistencia: 19,912 espectadores Árbitros: Dan Crawford, Ed Malloy, Jason Phillips, Bill Spooner Televisión: ESPN |  |

| 30 de mayo | Boston Celtics                                             | 111–115                                             | Miami Heat                                                   | |  |
| 8:30 p. m. | Parciales: 24–18, 29–28, 22–35, 24–18 (T.E.: 12–16)        | Parciales: 24–18, 29–28, 22–35, 24–18 (T.E.: 12–16) | Parciales: 24–18, 29–28, 22–35, 24–18 (T.E.: 12–16)          | |  |
|            | Estadísticas Rajon Rondo 44 Brandon Bass 10 Rajon Rondo 10 | Reporte Pts Reb Asts                                | Estadísticas LeBron James 34 Udonis Haslem 11 LeBron James 7 | Pabellón: American Airlines Arena, Miami, Florida Asistencia: 19,973 espectadores Árbitros: Ken Mauer, James Capers, Tom Washington, John Goble Televisión: ESPN |  |

| 1 de junio | Miami Heat                                                   | 91–101                                | Boston Celtics                                                | |  |
| 8:30 p. m. | Parciales: 28–30, 14–25, 21–30, 28–16                        | Parciales: 28–30, 14–25, 21–30, 28–16 | Parciales: 28–30, 14–25, 21–30, 28–16                         | |  |
|            | Estadísticas LeBron James 34 LeBron James 8 Mario Chalmers 6 | Reporte Pts Reb Asts                  | Estadísticas Kevin Garnett 24 Kevin Garnett 11 Rajon Rondo 10 | Pabellón: TD Garden, Boston, Massachusetts Asistencia: 18,624 espectadores Árbitros: Scott Foster, Mike Callahan, Rodney Mott Televisión: ESPN |  |

| 3 de junio | Miami Heat                                                  | 91–93                                             | Boston Celtics                                              | |  |
| 8:30 p. m. | Parciales: 23–34, 24–27, 21–12, 21–16 (T.E.: 2–4)           | Parciales: 23–34, 24–27, 21–12, 21–16 (T.E.: 2–4) | Parciales: 23–34, 24–27, 21–12, 21–16 (T.E.: 2–4)           | |  |
|            | Estadísticas LeBron James 29 Udonis Haslem 17 Dwyane Wade 6 | Reporte Pts Reb Asts                              | Estadísticas Paul Pierce 23 Kevin Garnett 14 Rajon Rondo 15 | Pabellón: TD Garden, Boston, Massachusetts Asistencia: 18,624 espectadores Árbitros: Joe Crawford, Bill Kennedy, Greg Willard, Marc Davis Televisión: ESPN |  |

| 5 de junio | Boston Celtics                                                | 94–90                                 | Miami Heat                                                              | |  |
| 8:30 p. m. | Parciales: 16–24, 24–18, 25–18, 29–30                         | Parciales: 16–24, 24–18, 25–18, 29–30 | Parciales: 16–24, 24–18, 25–18, 29–30                                   | |  |
|            | Estadísticas Kevin Garnett 26 Kevin Garnett 11 Rajon Rondo 13 | Reporte Pts Reb Asts                  | Estadísticas LeBron James 30 Udonis Haslem 14 Chalmers, Wade 3 cada uno | Pabellón: American Airlines Arena, Miami, Florida Asistencia: 20,021 espectadores Árbitros: Monty McCutchen, Ron Garretson, Derrick Stafford, John Goble Televisión: ESPN |  |

| 7 de junio | Miami Heat                                                  | 98–79                                 | Boston Celtics                                            | |  |
| 8:30 p. m. | Parciales: 26–16, 29–26, 19–19, 24–18                       | Parciales: 26–16, 29–26, 19–19, 24–18 | Parciales: 26–16, 29–26, 19–19, 24–18                     | |  |
|            | Estadísticas LeBron James 45 LeBron James 15 LeBron James 5 | Reporte Pts Reb Asts                  | Estadísticas Rajon Rondo 21 Brandon Bass 7 Rajon Rondo 10 | Pabellón: TD Garden, Boston, Massachusetts Asistencia: 18,624 espectadores Árbitros: Dan Crawford, Tony Brothers, Tom Washington Televisión: ESPN |  |

| 9 de junio                | Boston Celtics                                            | 88–101                                | Miami Heat                                                    | |  |  |
| 8:30 p. m.                | Parciales: 27-23, 26-23, 20-27, 15-28                     | Parciales: 27-23, 26-23, 20-27, 15-28 | Parciales: 27-23, 26-23, 20-27, 15-28                         | |  |  |
|                           | Estadísticas Paul Pierce 19 Rajon Rondo 10 Rajon Rondo 14 | Pts Reb Asts                          | Estadísticas LeBron James 31 LeBron James 12 Mario Chalmers 7 | Pabellón: American Airlines Arena, Miami, Florida Árbitros: Joe Crawford, Mike Callahan, Scott Foster, Televisión: ESPN |  |  |
| Miami gana las series 4–3 |                                                           |                                       |                                                               | |  |  |
|                           |                                                           |                                       |                                                               | |  |  |

Enfrentamientos en temporada regular
Boston ganó 3–1 en los partidos de temporada regular:
| 27 de diciembre de 2011 | Boston Celtics | 107–115 | Miami Heat |                                                   |  |
|                         |                |         |            |                                                   |  |
|                         |                | Reporte |            | Pabellón: American Airlines Arena, Miami, Florida |  |

| 1 de abril de 2012 | Miami Heat | 72–91   | Boston Celtics |                                            |  |
|                    |            |         |                |                                            |  |
|                    |            | Reporte |                | Pabellón: TD Garden, Boston, Massachusetts |  |

| 10 de abril de 2012 | Boston Celtics | 115–107 | Miami Heat |                                                   |  |
|                     |                |         |            |                                                   |  |
|                     |                | Reporte |            | Pabellón: American Airlines Arena, Miami, Florida |  |

| 24 de abril de 2012 | Miami Heat | 66–78   | Boston Celtics |                                            |  |
|                     |            |         |                |                                            |  |
|                     |            | Reporte |                | Pabellón: TD Garden, Boston, Massachusetts |  |

Último enfrentamiento en playoffs: Semifinales de la Conferencia Este 2011 (Miami ganó 4–1).

## Conferencia Oeste

### Primera ronda

#### (1) San Antonio Spurs vs. (8) Utah Jazz
| 29 de abril | Utah Jazz                                                                   | 91–106                                | San Antonio Spurs                                       | |  |
| 1:00 p. m.  | Parciales: 22–28, 25–26, 23–31, 21–21                                       | Parciales: 22–28, 25–26, 23–31, 21–21 | Parciales: 22–28, 25–26, 23–31, 21–21                   | |  |
|             | Estadísticas Paul Millsap 20 Jefferson, Millsap 9 cada uno Jamaal Tinsley 5 | Reporte Pts Reb Asts                  | Estadísticas Tony Parker 28 Tim Duncan 11 Tony Parker 8 | Pabellón: AT&T Center, San Antonio, Texas Asistencia: 18,581 espectadores Árbitros: Monty McCutchen, Dick Bavetta, Rodney Mott, Pat Fraher Televisión: ESPN |  |

| 2 de mayo  | Utah Jazz                                                                  | 83–114                                | San Antonio Spurs                                       | |  |
| 7:00 p. m. | Parciales: 17–28, 11–25, 25–34, 30–27                                      | Parciales: 17–28, 11–25, 25–34, 30–27 | Parciales: 17–28, 11–25, 25–34, 30–27                   | |  |
|            | Estadísticas Jefferson, Howard 10 cada uno Enes Kanter 10 Gordon Hayward 4 | Reporte Pts Reb Asts                  | Estadísticas Tony Parker 18 Tim Duncan 13 Tony Parker 9 | Pabellón: AT&T Center, San Antonio, Texas Asistencia: 18,581 espectadores Árbitros: Derrick Stafford, Tony Brown, Bill Kennedy, Brian Forte Televisión: TNT |  |

| 5 de mayo   | San Antonio Spurs                                             | 102–90                                | Utah Jazz | |  |
| 10:00 p. m. | Parciales: 30–28, 22–22, 23–18, 27–22                         | Parciales: 30–28, 22–22, 23–18, 27–22 | Parciales: 30–28, 22–22, 23–18, 27–22                                                                        | |  |
|             | Estadísticas Tony Parker 27 Tiago Splitter 8 Manu Ginóbili 10 | Reporte Pts Reb Asts                  | Estadísticas Harris, Jefferson 21 cada uno Favors, Jefferson, Millsap 11 cada uno Harris, Hayward 5 cada uno | Pabellón: EnergySolutions Arena, Salt Lake City, Utah Asistencia: 19,911 espectadores Árbitros: Ken Mauer, James Capers, Leon Wood, Scott Wall Televisión: TNT |  |

| 7 de mayo                        | San Antonio Spurs                                             | 87–81                                 | Utah Jazz                                                   | |  |  |
| 8:00 p. m.                       | Parciales: 22–19, 28–23, 18–16, 19–23                         | Parciales: 22–19, 28–23, 18–16, 19–23 | Parciales: 22–19, 28–23, 18–16, 19–23                       | |  |  |
|                                  | Estadísticas Manu Ginóbili 17 Stephen Jackson 6 Tony Parker 3 | Reporte Pts Reb Asts                  | Estadísticas Al Jefferson 26 Paul Millsap 19 Devin Harris 7 | Pabellón: EnergySolutions Arena, Salt Lake City, Utah Asistencia: 19,911 espectadores Árbitros: Scott Foster, John Goble, Jason Phillips, Leroy Richardson Televisión: TNT |  |  |
| San Antonio gana las series, 4–0 |                                                               |                                       |                                                             | |  |  |
|                                  |                                                               |                                       |                                                             | |  |  |

Partidos de temporada regular
San Antonio ganó 3–1 los enfrentamientos en temporada regular:
| 31 de diciembre de 2011 | Utah Jazz | 89–104  | San Antonio Spurs |                                           |  |
|                         |           |         |                   |                                           |  |
|                         |           | Reporte |                   | Pabellón: AT&T Center, San Antonio, Texas |  |

| 20 de febrero de 2012 | San Antonio Spurs | 106–102 | Utah Jazz |                                                       |  |
|                       |                   |         |           |                                                       |  |
|                       |                   | Reporte |           | Pabellón: EnergySolutions Arena, Salt Lake City, Utah |  |

| 8 de abril de 2012 | Utah Jazz | 104–114 | San Antonio Spurs |                                           |  |
|                    |           |         |                   |                                           |  |
|                    |           | Reporte |                   | Pabellón: AT&T Center, San Antonio, Texas |  |

| 9 de abril de 2012 | San Antonio Spurs | 84–91   | Utah Jazz |                                                       |  |
|                    |                   |         |           |                                                       |  |
|                    |                   | Reporte |           | Pabellón: EnergySolutions Arena, Salt Lake City, Utah |  |

Último enfrentamiento en playoffs: Finales de la Conferencia Oeste 2007 (San Antonio ganó 4–1).

#### (2) Oklahoma City Thunder vs. (7) Dallas Mavericks
| 28 de abril | Dallas Mavericks                                                    | 98–99                                 | Oklahoma City Thunder                                                    | |  |
| 9:30 p. m.  | Parciales: 26–22, 25–26, 22–21, 25–30                               | Parciales: 26–22, 25–26, 22–21, 25–30 | Parciales: 26–22, 25–26, 22–21, 25–30                                    | |  |
|             | Estadísticas Dirk Nowitzki 25 Shawn Marion 8 Kidd, Terry 5 cada uno | Reporte Pts Reb Asts                  | Estadísticas Russell Westbrook 28 Kendrick Perkins 8 Russell Westbrook 5 | Pabellón: Chesapeake Energy Arena, Oklahoma City, Oklahoma Asistencia: 18,203 espectadores Árbitros: Joe Crawford, Tony Brothers, David Guthrie, Bennie Adams Televisión: ESPN |  |

| 30 de abril | Dallas Mavericks                                          | 99–102                                | Oklahoma City Thunder                                            | |  |
| 9:30 p. m.  | Parciales: 24–32, 26–25, 27–22, 22–23                     | Parciales: 24–32, 26–25, 27–22, 22–23 | Parciales: 24–32, 26–25, 27–22, 22–23                            | |  |
|             | Estadísticas Dirk Nowitzki 31 Shawn Marion 8 Jason Kidd 7 | Reporte Pts Reb Asts                  | Estadísticas Russell Westbrook 29 Kevin Durant 10 James Harden 5 | Pabellón: Chesapeake Energy Arena, Oklahoma City, Oklahoma Asistencia: 18,203 espectadores Árbitros: Ken Mauer, James Capers, Zach Zarba, Mark Lindsay Televisión: TNT |  |

| 3 de mayo                            | Oklahoma City Thunder                                      | 95–79                                 | Dallas Mavericks                                            | |  |  |
| 9:30 p. m.                           | Parciales: 32–26, 18–15, 25-16, 20-22                      | Parciales: 32–26, 18–15, 25-16, 20-22 | Parciales: 32–26, 18–15, 25-16, 20-22                       | |  |  |
|                                      | Estadísticas Kevin Durant 31 Serge Ibaka 11 Kevin Durant 6 | Reporte Pts Reb Asts                  | Estadísticas Dirk Nowitzki 17 Shawn Marion 10 Jason Terry 6 | Pabellón: American Airlines Center, Dallas, Texas Asistencia: 20,640 espectadores Árbitros: Greg Willard, Marc Davis, David Jones, Kane Fitzgerald Televisión: TNT |  |  |
| Oklahoma City lidera las series, 3–0 |                                                            |                                       |                                                             | |  |  |
|                                      |                                                            |                                       |                                                             | |  |  |

| 5 de mayo                          | Oklahoma City Thunder                                            | 103–97                                | Dallas Mavericks                                          | |  |  |
| 7:30 p. m.                         | Parciales: 26–24, 21–23, 21–34, 35–16                            | Parciales: 26–24, 21–23, 21–34, 35–16 | Parciales: 26–24, 21–23, 21–34, 35–16                     | |  |  |
|                                    | Estadísticas James Harden 29 Kevin Durant 11 Russell Westbrook 6 | Reporte Pts Reb Asts                  | Estadísticas Dirk Nowitzki 34 Vince Carter 8 Jason Kidd 8 | Pabellón: American Airlines Center, Dallas, Texas Asistencia: 20,533 espectadores Árbitros: Scott Foster, Bill Spooner, Sean Wright, Courtney Kirkland Televisión: TNT |  |  |
| Oklahoma City gana las series, 4–0 |                                                                  |                                       |                                                           | |  |  |
|                                    |                                                                  |                                       |                                                           | |  |  |

Regular-season series
Oklahoma City ganó 3–1 los enfrentamientos en temporada regular:
| 29 de diciembre de 2011 | Dallas Mavericks | 102–104 | Oklahoma City Thunder |                                                            |  |
|                         |                  |         |                       |                                                            |  |
|                         |                  | Reporte |                       | Pabellón: Chesapeake Energy Arena, Oklahoma City, Oklahoma |  |

| 2 de enero de 2012 | Oklahoma City Thunder | 87–100  | Dallas Mavericks |                                                   |  |
|                    |                       |         |                  |                                                   |  |
|                    |                       | Reporte |                  | Pabellón: American Airlines Center, Dallas, Texas |  |

| 1 de febrero de 2012 | Oklahoma City Thunder | 95–86   | Dallas Mavericks |                                                   |  |
|                      |                       |         |                  |                                                   |  |
|                      |                       | Reporte |                  | Pabellón: American Airlines Center, Dallas, Texas |  |

| 5 de marzo de 2012 | Dallas Mavericks | 91–95   | Oklahoma City Thunder |                                                            |  |
|                    |                  |         |                       |                                                            |  |
|                    |                  | Reporte |                       | Pabellón: Chesapeake Energy Arena, Oklahoma City, Oklahoma |  |

Último enfrentamiento en playoffs: Finales de la Conferencia Oeste 2011 (Dallas ganó 4–1).

#### (3) Los Angeles Lakers vs. (6) Denver Nuggets
| 29 de abril | Denver Nuggets                                                            | 88–103                                | Los Angeles Lakers                                      | |  |
| 3:30 p. m.  | Parciales: 14–27, 26–23, 24–27, 24–26                                     | Parciales: 14–27, 26–23, 24–27, 24–26 | Parciales: 14–27, 26–23, 24–27, 24–26                   | |  |
|             | Estadísticas Danilo Gallinari 19 Miller, Faried 8 cada uno Andre Miller 7 | Reporte Pts Reb Asts                  | Estadísticas Kobe Bryant 31 Andrew Bynum 13 Pau Gasol 8 | Pabellón: Staples Center, Los Ángeles, California Asistencia: 18,997 espectadores Árbitros: Scott Foster, Derrick Collins, Ron Garretson, Tony Brown Televisión: ABC |  |

| 1 de mayo   | Denver Nuggets                                             | 100–104                               | Los Angeles Lakers                                              | |  |
| 10:30 p. m. | Parciales: 25–32, 23–23, 26–26, 26–23                      | Parciales: 25–32, 23–23, 26–26, 26–23 | Parciales: 25–32, 23–23, 26–26, 26–23                           | |  |
|             | Estadísticas Ty Lawson 25 Kenneth Faried 10 Andre Miller 8 | Reporte Pts Reb Asts                  | Estadísticas Kobe Bryant 38 Hill, Gasol 10 cada uno Pau Gasol 5 | Pabellón: Staples Center, Los Ángeles, California Asistencia: 18,997 espectadores Árbitros: Monty McCutchen, Pat Fraher, Tom Washington, Violet Palmer Televisión: TNT |  |

| 4 de mayo   | Los Angeles Lakers                                                      | 84–99                                 | Denver Nuggets                                                  | |  |
| 10:30 p. m. | Parciales: 14–30, 25–25, 26–17, 19–27                                   | Parciales: 14–30, 25–25, 26–17, 19–27 | Parciales: 14–30, 25–25, 26–17, 19–27                           | |  |
|             | Estadísticas Kobe Bryant 22 Andrew Bynum 12 Bryant, Sessions 6 cada uno | Reporte Pts Reb Asts                  | Estadísticas Ty Lawson 25 Faried, McGee 15 cada uno Ty Lawson 7 | Pabellón: Pepsi Center, Denver, Colorado Asistencia: 19,155 espectadores Árbitros: Dan Crawford, Jason Phillips, Michael Smith, Brian Forte Televisión: ESPN |  |

| 6 de mayo  | Los Angeles Lakers                                                  | 92–88                                 | Denver Nuggets                                                         | |  |
| 9:30 p. m. | Parciales: 26–28, 19–23, 25–20, 22–17                               | Parciales: 26–28, 19–23, 25–20, 22–17 | Parciales: 26–28, 19–23, 25–20, 22–17                                  | |  |
|            | Estadísticas Kobe Bryant 22 Jordan Hill 11 Bryant, Gasol 6 cada uno | Reporte Pts Reb Asts                  | Estadísticas Danilo Gallinari 20 Faried, Miller 7 cada uno Ty Lawson 6 | Pabellón: Pepsi Center, Denver, Colorado Asistencia: 19,155 espectadores Árbitros: Greg Willard, David Jones, Bill Kennedy, Gary Zielinski Televisión: TNT |  |

| 8 de mayo   | Denver Nuggets                                                         | 102–99                                | Los Angeles Lakers                                           | |  |
| 10:30 p. m. | Parciales: 26–23, 23–20, 27–22, 26–34                                  | Parciales: 26–23, 23–20, 27–22, 26–34 | Parciales: 26–23, 23–20, 27–22, 26–34                        | |  |
|             | Estadísticas Andre Miller 24 JaVale McGee 14 Lawson, Miller 8 cada uno | Reporte Pts Reb Asts                  | Estadísticas Kobe Bryant 43 Andrew Bynum 11 Ramon Sessions 6 | Pabellón: Staples Center, Los Ángeles, California Asistencia: 18,997 espectadores Árbitros: Joe Crawford, Tony Brothers, Zach Zarba, Bennie Adams Televisión: TNT |  |

| 10 de mayo  | Los Angeles Lakers                                        | 96–113                                | Denver Nuggets                                                            | |  |
| 10:30 p. m. | Parciales: 20-30, 25-24, 23-36, 28-23                     | Parciales: 20-30, 25-24, 23-36, 28-23 | Parciales: 20-30, 25-24, 23-36, 28-23                                     | |  |
|             | Estadísticas Kobe Bryant 31 Andrew Bynum 16 Kobe Bryant 4 | Reporte Pts Reb Asts                  | Estadísticas Ty Lawson 32 Kenneth Faried 11 Afflalo, Gallinari 7 cada uno | Pabellón: Pepsi Center, Denver, Colorado Asistencia: 19,770 espectadores Árbitros: Ken Mauer, Ed Malloy, Rodney Mott, Tony Brown Televisión: TNT |  |

| 12 de mayo                       | Denver Nuggets                                                             | 87–96                                 | Los Angeles Lakers                                      | |  |  |
| 10:30 p. m.                      | Parciales: 24–25, 18–23, 26–21, 19–27                                      | Parciales: 24–25, 18–23, 26–21, 19–27 | Parciales: 24–25, 18–23, 26–21, 19–27                   | |  |  |
|                                  | Estadísticas Lawson, Harrington 24 cada uno JaVale McGee 14 Andre Miller 8 | Reporte Pts Reb Asts                  | Estadísticas Pau Gasol 23 Andrew Bynum 18 Kobe Bryant 8 | Pabellón: Staples Center, Los Ángeles, California Asistencia: 18,997 espectadores Árbitros: Derrick Stafford, Mike Callahan, Bill Spooner, Derrick Collins Televisión: TNT |  |  |
| L.A. Lakers gana las series, 4–3 |                                                                            |                                       |                                                         | |  |  |
|                                  |                                                                            |                                       |                                                         | |  |  |

Regular-season series
Los Angeles Lakers ganó 3–1 en los enfrentamientos en temporada regular:
| 31 de diciembre de 2011 | Denver Nuggets | 89–92   | Los Angeles Lakers |                                                   |  |
|                         |                |         |                    |                                                   |  |
|                         |                | Reporte |                    | Pabellón: Staples Center, Los Ángeles, California |  |

| 1 de enero de 2012 | Los Angeles Lakers | 90–99   | Denver Nuggets |                                          |  |
|                    |                    |         |                |                                          |  |
|                    |                    | Reporte |                | Pabellón: Pepsi Center, Denver, Colorado |  |

| 3 de febrero de 2012 | Los Angeles Lakers | 93–89   | Denver Nuggets |                                          |  |
|                      |                    |         |                |                                          |  |
|                      |                    | Reporte |                | Pabellón: Pepsi Center, Denver, Colorado |  |

| 13 de abril de 2012 | Denver Nuggets | 97–103  | Los Angeles Lakers |                                                   |  |
|                     |                |         |                    |                                                   |  |
|                     |                | Reporte |                    | Pabellón: Staples Center, Los Ángeles, California |  |

Último enfrentamiento en playoffs: Finales de la Conferencia Oeste 2009 (Los Angeles Lakers ganaron 4–2).

#### (4) Memphis Grizzlies vs. (5) Los Angeles Clippers
| 29 de abril | Los Angeles Clippers                                     | 99–98                                 | Memphis Grizzlies                                          | |  |
| 9:30 p. m.  | Parciales: 16–34, 23–24, 25–27, 35–13                    | Parciales: 16–34, 23–24, 25–27, 35–13 | Parciales: 16–34, 23–24, 25–27, 35–13                      | |  |
|             | Estadísticas Nick Young 19 Reggie Evans 13 Chris Paul 11 | Reporte Pts Reb Asts                  | Estadísticas Rudy Gay 19 Marreese Speights 9 Mike Conley 8 | Pabellón: FedExForum, Memphis, Tennessee Asistencia: 18,119 espectadores Árbitros: Greg Willard, Eric Lewis, Tom Washington, Courtney Kirkland Televisión: TNT |  |

| 2 de mayo  | Los Angeles Clippers                                    | 98–105                                | Memphis Grizzlies                                      | |  |
| 9:30 p. m. | Parciales: 26–23, 21–28, 22–24, 29–30                   | Parciales: 26–23, 21–28, 22–24, 29–30 | Parciales: 26–23, 21–28, 22–24, 29–30                  | |  |
|            | Estadísticas Chris Paul 29 Blake Griffin 9 Chris Paul 6 | Reporte Pts Reb Asts                  | Estadísticas Rudy Gay 21 Zach Randolph 8 Mike Conley 6 | Pabellón: FedExForum, Memphis, Tennessee Asistencia: 18,119 espectadores Árbitros: Ken Mauer, Ron Garretson, Sean Wright, Michael Smith Televisión: TNT |  |

| 5 de mayo  | Memphis Grizzlies                                    | 86–87                                 | Los Angeles Clippers                                     | |  |
| 4:30 p. m. | Parciales: 22–23, 24–27, 25–14, 15–23                | Parciales: 22–23, 24–27, 25–14, 15–23 | Parciales: 22–23, 24–27, 25–14, 15–23                    | |  |
|            | Estadísticas Rudy Gay 24 Marc Gasol 10 Mike Conley 8 | Reporte Pts Reb Asts                  | Estadísticas Chris Paul 24 Reggie Evans 11 Chris Paul 11 | Pabellón: Staples Center, Los Ángeles, California Asistencia: 19,060 espectadores Árbitros: Derrick Stafford, John Goble, Rodney Mott, Leroy Richardson Televisión: ESPN |  |

| 7 de mayo   | Memphis Grizzlies                                         | 97–101                                              | Los Angeles Clippers                                                | |  |
| 10:30 p. m. | Parciales: 26–32, 19–19, 19–18, 23–18 (T.E.: 10–14)       | Parciales: 26–32, 19–19, 19–18, 23–18 (T.E.: 10–14) | Parciales: 26–32, 19–19, 19–18, 23–18 (T.E.: 10–14)                 | |  |
|             | Estadísticas Mike Conley 25 Zach Randolph 9 Mike Conley 8 | Reporte Pts Reb Asts                                | Estadísticas Blake Griffin 30 Chris Paul 9 Griffin, Paul 7 cada uno | Pabellón: Staples Center, Los Ángeles, California Asistencia: 19,167 espectadores Árbitros: Mike Callahan, James Capers, Scott Wall, Bennie Adams Televisión: TNT |  |

| 9 de mayo  | Los Angeles Clippers                                           | 80–92                                 | Memphis Grizzlies                                         | |  |
| 9:30 p. m. | Parciales: 22–36, 20–21, 23–20, 15–15                          | Parciales: 22–36, 20–21, 23–20, 15–15 | Parciales: 22–36, 20–21, 23–20, 15–15                     | |  |
|            | Estadísticas Maurice Williams 20 Blake Griffin 11 Chris Paul 4 | Reporte Pts Reb Asts                  | Estadísticas Marc Gasol 23 Zach Randolph 10 Mike Conley 6 | Pabellón: FedExForum, Memphis, Tennessee Asistencia: 18,119 espectadores Árbitros: Scott Foster, Bill Spooner, Gary Zielinski, Kane Fitzgerald Televisión: TNT |  |

| 11 de mayo | Memphis Grizzlies                                         | 90–88                                 | Los Angeles Clippers                                       | |  |
| 9:00 p. m. | Parciales: 25–16, 17–22, 24–28, 24–22                     | Parciales: 25–16, 17–22, 24–28, 24–22 | Parciales: 25–16, 17–22, 24–28, 24–22                      | |  |
|            | Estadísticas Marc Gasol 23 Zach Randolph 15 Mike Conley 9 | Reporte Pts Reb Asts                  | Estadísticas Blake Griffin 15 Reggie Evans 10 Chris Paul 7 | Pabellón: Staples Center, Los Ángeles, California Asistencia: 19,060 espectadores Árbitros: Dan Crawford, Marc Davis, Jason Phillips, Leon Wood Televisión: ESPN |  |

| 13 de mayo                         | Los Angeles Clippers                                     | 82–72                                 | Memphis Grizzlies                                                  | |  |  |
| 1:00 p. m.                         | Parciales: 16–13, 23–25, 16–18, 27–16                    | Parciales: 16–13, 23–25, 16–18, 27–16 | Parciales: 16–13, 23–25, 16–18, 27–16                              | |  |  |
|                                    | Estadísticas Chris Paul 19 Kenyon Martin 10 Chris Paul 4 | Reporte Pts Reb Asts                  | Estadísticas Gasol, Gay 19 cada uno Zach Randolph 12 Mike Conley 5 | Pabellón: FedExForum, Memphis, Tennessee Asistencia: 18,119 espectadores Árbitros: Joe Crawford, Bill Kennedy, Monty McCutchen, Zach Zarba Televisión: ABC |  |  |
| L.A. Clippers gana las series, 4–3 |                                                          |                                       |                                                                    | |  |  |
|                                    |                                                          |                                       |                                                                    | |  |  |

Partidos de temporada regular
Los Clippers ganó 2–1 en los enfrentamientos en temporada regular:
| 26 de enero de 2012 | Memphis Grizzlies | 91–98   | Los Angeles Clippers |                                                   |  |
|                     |                   |         |                      |                                                   |  |
|                     |                   | Reporte |                      | Pabellón: Staples Center, Los Ángeles, California |  |

| 24 de marzo de 2012 | Memphis Grizzlies | 85–101  | Los Angeles Clippers |                                                   |  |
|                     |                   |         |                      |                                                   |  |
|                     |                   | Reporte |                      | Pabellón: Staples Center, Los Ángeles, California |  |

| 9 de abril de 2012 | Los Angeles Clippers | 85–94   | Memphis Grizzlies |                                          |  |
|                    |                      |         |                   |                                          |  |
|                    |                      | Reporte |                   | Pabellón: FedExForum, Memphis, Tennessee |  |

Último enfrentamiento en playoffs: Este es el primer enfrentamiento entre los Clippers y los Grizzlies.

### Semifinales de Conferencia

#### (1) San Antonio Spurs vs. (5) Los Angeles Clippers
| 15 de mayo | Los Angeles Clippers                                               | 92–108                                | San Antonio Spurs                                       | |  |
| 9:30 p. m. | Parciales: 29–29, 20–28, 23–30, 20–21                              | Parciales: 29–29, 20–28, 23–30, 20–21 | Parciales: 29–29, 20–28, 23–30, 20–21                   | |  |
|            | Estadísticas Eric Bledsoe 23 Griffin, Jordan 9 ambos Chris Paul 10 | Reporte Pts Reb Asts                  | Estadísticas Tim Duncan 26 Boris Diaw 12 Tony Parker 11 | Pabellón: AT&T Center, San Antonio, Texas Asistencia: 18,581 espectadores Árbitros: Scott Foster, Derrick Collins, Ron Garretson, Sean Wright Televisión: TNT |  |

| 17 de mayo | Los Angeles Clippers                                        | 88–105                                | San Antonio Spurs                                                           | |  |
| 9:30 p. m. | Parciales: 21–29, 21–17, 25–32, 21–27                       | Parciales: 21–29, 21–17, 25–32, 21–27 | Parciales: 21–29, 21–17, 25–32, 21–27                                       | |  |
|            | Estadísticas Blake Griffin 20 DeAndre Jordan 7 Chris Paul 5 | Reporte Pts Reb Asts                  | Estadísticas Tony Parker 22 Parker, Duncan 5 ambos Parker, Ginóbili 5 ambos | Pabellón: AT&T Center, San Antonio, Texas Asistencia: 18,581 espectadores Árbitros: Ken Mauer, Ed Malloy, Leon Wood Televisión: ESPN |  |

| 19 de mayo | San Antonio Spurs                                        | 96–86                                | Los Angeles Clippers                                         | |  |
| 3:30 p. m. | Parciales: 11–33, 32–20, 26–8, 27–25                     | Parciales: 11–33, 32–20, 26–8, 27–25 | Parciales: 11–33, 32–20, 26–8, 27–25                         | |  |
|            | Estadísticas Tony Parker 23 Tim Duncan 13 Tony Parker 10 | Reporte Pts Reb Asts                 | Estadísticas Blake Griffin 28 Blake Griffin 16 Chris Paul 11 | Pabellón: Staples Center, Los Ángeles, California Asistencia: 19,060 espectadores Árbitros: Derrick Stafford, Tony Brothers, Tom Washington, Rodney Mott Televisión: ABC |  |

| 21 de mayo                       | San Antonio Spurs                                     | 102–99                                | Los Angeles Clippers                                      | |  |  |
| 10:30 p. m.                      | Parciales: 26-21, 25-26, 23-28, 28-24                 | Parciales: 26-21, 25-26, 23-28, 28-24 | Parciales: 26-21, 25-26, 23-28, 28-24                     | |  |  |
|                                  | Estadísticas Tim Duncan 21 Tim Duncan 9 Tony Parker 5 | Reporte Pts Reb Asts                  | Estadísticas Chris Paul 23 DeAndre Jordan 8 Chris Paul 11 | Pabellón: Staples Center, Los Ángeles, California Asistencia: 19,060 espectadores Árbitros: Joe Crawford, James Capers, Bill Spooner, Zach Zarba Televisión: TNT |  |  |
| San Antonio gana las series, 4-0 |                                                       |                                       |                                                           | |  |  |
|                                  |                                                       |                                       |                                                           | |  |  |

Partidos en temporada regular
San Antonio ganó 2-1 en los enfrentamientos en temporada regular:
| 28 de diciembre de 2011 | Los Angeles Clippers | 90–115  | San Antonio Spurs |                                           |  |
|                         |                      |         |                   |                                           |  |
|                         |                      | Reporte |                   | Pabellón: AT&T Center, San Antonio, Texas |  |

| 18 de febrero de 2012 | San Antonio Spurs | 103–100 | Los Angeles Clippers |                                                   |  |
|                       |                   |         |                      |                                                   |  |
|                       |                   | Reporte |                      | Pabellón: Staples Center, Los Ángeles, California |  |

| 9 de marzo de 2012 | Los Angeles Clippers | 120–108 | San Antonio Spurs |                                           |  |
|                    |                      |         |                   |                                           |  |
|                    |                      | Reporte |                   | Pabellón: AT&T Center, San Antonio, Texas |  |

Último enfrentamiento en Playoffs: Este es el primer enfrentamiento entre los Spurs y los Clippers.

#### (2) Oklahoma City Thunder vs. (3) Los Angeles Lakers
| 14 de mayo | Los Angeles Lakers                                                | 90–119                                | Oklahoma City Thunder                                                | |  |
| 9:30 p. m. | Parciales: 23–30, 21–29, 24–39, 22–21                             | Parciales: 23–30, 21–29, 24–39, 22–21 | Parciales: 23–30, 21–29, 24–39, 22–21                                | |  |
|            | Estadísticas Bryant, Bynum 20 ambos Andrew Bynum 14 Steve Blake 4 | Reporte Pts Reb Asts                  | Estadísticas Russell Westbrook 27 Kevin Durant 8 Russell Westbrook 9 | Pabellón: Chesapeake Energy Arena, Oklahoma City, Oklahoma Asistencia: 18,203 espectadores Árbitros: Greg Willard, Tony Brothers, David Guthrie, Leon Wood Televisión: TNT |  |

| 16 de mayo | Los Angeles Lakers                                             | 75–77                                 | Oklahoma City Thunder                                      | |  |
| 9:30 p. m. | Parciales: 22–21, 23–27, 18–12, 12–17                          | Parciales: 22–21, 23–27, 18–12, 12–17 | Parciales: 22–21, 23–27, 18–12, 12–17                      | |  |
|            | Estadísticas Bryant, Bynum 20 ambos Pau Gasol 11 Kobe Bryant 4 | Reporte Pts Reb Asts                  | Estadísticas Kevin Durant 22 Kevin Durant 7 Kevin Durant 5 | Pabellón: Chesapeake Energy Arena, Oklahoma City, Oklahoma Asistencia: 18,203 espectadores Árbitros: Monty McCutchen, Rodney Mott, Jason Phillips, Michael Smith Televisión: TNT |  |

| 18 de mayo  | Oklahoma City Thunder                                         | 96–99                                 | Los Angeles Lakers                                                      | |  |
| 10:30 p. m. | Parciales: 15–23, 32–27, 23–19, 26–30                         | Parciales: 15–23, 32–27, 23–19, 26–30 | Parciales: 15–23, 32–27, 23–19, 26–30                                   | |  |
|             | Estadísticas Kevin Durant 31 Serge Ibaka 11 Thabo Sefolosha 4 | Reporte Pts Reb Asts                  | Estadísticas Kobe Bryant 36 Bynum, Gasol 11 ambos Bryant, Gasol 6 ambos | Pabellón: Staples Center, Los Ángeles, California Asistencia: 18,997 espectadores Árbitros: Joe Crawford, Marc Davis, Zach Zarba, Sean Wright Televisión: ESPN |  |

| 19 de mayo  | Oklahoma City Thunder                                                 | 103–100                               | Los Angeles Lakers                                                  | |  |
| 10:30 p. m. | Parciales: 24–29, 22–27, 25–24, 32–20                                 | Parciales: 24–29, 22–27, 25–24, 32–20 | Parciales: 24–29, 22–27, 25–24, 32–20                               | |  |
|             | Estadísticas Russell Westbrook 37 Kevin Durant 13 Russell Westbrook 5 | Reporte Pts Reb Asts                  | Estadísticas Kobe Bryant 38 Andrew Bynum 9 Bryant, Sessions 5 ambos | Pabellón: Staples Center, Los Ángeles, California Asistencia: 18,997 espectadores Árbitros: Dan Crawford, Ron Garretson, Ken Mauer, Sean Wright Televisión: TNT |  |

| 21 de mayo                     | Los Angeles Lakers                                           | 90–106                                | Oklahoma City Thunder                                                                   | |  |  |
| 9:30 p. m.                     | Parciales: 21–26, 30–28, 26-29, 13–23                        | Parciales: 21–26, 30–28, 26-29, 13–23 | Parciales: 21–26, 30–28, 26-29, 13–23                                                   | |  |  |
|                                | Estadísticas Kobe Bryant 42 Pau Gasol 16 Metta World Peace 5 | Reporte Pts Reb Asts                  | Estadísticas Russell Westbrook 28 Kendrick Perkins 11 Durant, Harden, Westbrook 4 ambos | Pabellón: Chesapeake Energy Arena, Oklahoma City, Oklahoma Asistencia: 18,203 espectadores Árbitros: Scott Foster, John Goble, Tom Washington, Bennie Adams Televisión: TNT |  |  |
| Oklahoma City gana series, 4–1 |                                                              |                                       |                                                                                         | |  |  |
|                                |                                                              |                                       |                                                                                         | |  |  |

Enfrentamientos en temporada regular
Oklahoma City ganó 2–1 en temporada regular:
| 23 de febrero de 2012 | Los Angeles Lakers | 85–100  | Oklahoma City Thunder |                                                            |  |
|                       |                    |         |                       |                                                            |  |
|                       |                    | Reporte |                       | Pabellón: Chesapeake Energy Arena, Oklahoma City, Oklahoma |  |

| 29 de marzo de 2012 | Oklahoma City Thunder | 102–93  | Los Angeles Lakers |                                                   |  |
|                     |                       |         |                    |                                                   |  |
|                     |                       | Reporte |                    | Pabellón: Staples Center, Los Ángeles, California |  |

| 22 de abril de 2012 | Oklahoma City Thunder | 106–114 | Los Angeles Lakers |                                                   |  |
|                     |                       |         |                    |                                                   |  |
|                     |                       | Reporte |                    | Pabellón: Staples Center, Los Ángeles, California |  |

Último enfrentamiento en Playoffs: Primera ronda Conferencia Oeste 2010 (Los Angeles Lakers ganaron 4–2).

### Finales de Conferencia: (1) San Antonio Spurs vs. (2) Oklahoma City Thunder
| 27 de mayo | Oklahoma City Thunder                                            | 98–101                                | San Antonio Spurs                                         | |  |
| 8:30 p. m. | Parciales: 18–24, 29–22, 24–16, 27–39                            | Parciales: 18–24, 29–22, 24–16, 27–39 | Parciales: 18–24, 29–22, 24–16, 27–39                     | |  |
|            | Estadísticas Kevin Durant 27 Kevin Durant 10 Russell Westbrook 5 | Reporte Pts Reb Asts                  | Estadísticas Manu Ginóbili 26 Tim Duncan 11 Tony Parker 6 | Pabellón: AT&T Center, San Antonio, Texas Asistencia: 18,581 espectadores Árbitros: Joe Crawford, Marc Davis, Greg Willard, Televisión: TNT |  |

| 29 de mayo | Oklahoma City Thunder                                           | 111–120                               | San Antonio Spurs                                       | |  |
| 9:00 p. m. | Parciales: 22–28, 22–27, 32–37, 35–28                           | Parciales: 22–28, 22–27, 32–37, 35–28 | Parciales: 22–28, 22–27, 32–37, 35–28                   | |  |
|            | Estadísticas Kevin Durant 31 Serge Ibaka 10 Russell Westbrook 8 | Reporte Pts Reb Asts                  | Estadísticas Tony Parker 34 Tim Duncan 12 Tony Parker 8 | Pabellón: AT&T Center, San Antonio, Texas Asistencia: 18,581 espectadores Árbitros: Monty McCutchen, Tony Brothers, Ron Garretson, Televisión: TNT |  |

| 31 de mayo | San Antonio Spurs                                                                        | 82–102                                | Oklahoma City Thunder                                               | |  |
| 9:00 p. m. | Parciales: 24–22, 17–32, 19–24, 22–24                                                    | Parciales: 24–22, 17–32, 19–24, 22–24 | Parciales: 24–22, 17–32, 19–24, 22–24                               | |  |
|            | Estadísticas Parker, Jackson 16 cada uno Ginóbili, Leonard, Blair 6 cada uno Gary Neal 5 | Reporte Pts Reb Asts                  | Estadísticas Kevin Durant 22 Kendrick Perkins 8 Russell Westbrook 9 | Pabellón: Chesapeake Energy Arena, Oklahoma City, Oklahoma Asistencia: 18,203 espectadores Árbitros: Dan Crawford, Derrick Stafford, Bill Spooner Televisión: TNT |  |

| 2 de junio | San Antonio Spurs                                                      | 103–109                               | Oklahoma City Thunder                                          | |  |
| 8:30 p. m. | Parciales: 26–26, 17–29, 28–20, 32–34                                  | Parciales: 26–26, 17–29, 28–20, 32–34 | Parciales: 26–26, 17–29, 28–20, 32–34                          | |  |
|            | Estadísticas Tim Duncan 21 Kawhi Leonard 9 Parker, Ginóbili 4 cada uno | Reporte Pts Reb Asts                  | Estadísticas Kevin Durant 36 Kendrick Perkins 9 Kevin Durant 8 | Pabellón: Chesapeake Energy Arena, Oklahoma City, Oklahoma Asistencia: 18,203 espectadores Árbitros: Ken Mauer, James Capers, Ed Malloy, Televisión: TNT |  |

| 4 de junio | Oklahoma City Thunder                                                 | 108–103                               | San Antonio Spurs                                           | |  |
| 9:00 p. m. | Parciales: 26–21, 26–23, 29–28, 27–31                                 | Parciales: 26–21, 26–23, 29–28, 27–31 | Parciales: 26–21, 26–23, 29–28, 27–31                       | |  |
|            | Estadísticas Kevin Durant 27 Kendrick Perkins 10 Russell Westbrook 12 | Reporte Pts Reb Asts                  | Estadísticas Manu Ginóbili 34 Tim Duncan 12 Manu Ginóbili 7 | Pabellón: AT&T Center, San Antonio, Texas Asistencia: 18,581 espectadores Árbitros: Scott Foster, Mike Callahan, Tom Washington, Televisión: TNT |  |

| 6 de junio                        | San Antonio Spurs                                        | 99–107                                | Oklahoma City Thunder                                                     | |  |  |
| 9:00 p. m.                        | Parciales: 34–20, 29–28, 18–32, 18–27                    | Parciales: 34–20, 29–28, 18–32, 18–27 | Parciales: 34–20, 29–28, 18–32, 18–27                                     | |  |  |
|                                   | Estadísticas Tony Parker 29 Tim Duncan 14 Tony Parker 12 | Reporte Pts Reb Asts                  | Estadísticas Kevin Durant 34 Kevin Durant 14 Durant, Westbrook 5 cada uno | Pabellón: Chesapeake Energy Arena, Oklahoma City, Oklahoma Asistencia: 18,203 espectadores Árbitros: Joe Crawford, Bill Kennedy, Rodney Mott, Televisión: TNT |  |  |
| Oklahoma City gana las series 4–2 |                                                          |                                       |                                                                           | |  |  |
|                                   |                                                          |                                       |                                                                           | |  |  |

Enfrentamientos en temporada regular
San Antonio ganó 2–1 en los enfrentamientos en temporada regular:
| 8 de enero de 2012 | San Antonio Spurs | 96–108  | Oklahoma City Thunder |                                                            |  |
|                    |                   |         |                       |                                                            |  |
|                    |                   | Reporte |                       | Pabellón: Chesapeake Energy Arena, Oklahoma City, Oklahoma |  |

| 4 de febrero de 2012 | Oklahoma City Thunder | 96–107  | San Antonio Spurs |                                           |  |
|                      |                       |         |                   |                                           |  |
|                      |                       | Reporte |                   | Pabellón: AT&T Center, San Antonio, Texas |  |

| 16 de marzo de 2012 | San Antonio Spurs | 114–105 | Oklahoma City Thunder |                                                            |  |
|                     |                   |         |                       |                                                            |  |
|                     |                   | Reporte |                       | Pabellón: Chesapeake Energy Arena, Oklahoma City, Oklahoma |  |

Último enfrentamiento en Playoffs: Semifinales de la Conferencia Oeste 2005 (San Antonio ganó 4–2 a los Seattle, el predecesor de Oklahoma City)

## Finales de la NBA: (O2) Oklahoma City Thunder vs. (E2) Miami Heat
| 12 de junio | Miami Heat                                                  | 94–105                                | Oklahoma City Thunder                                              | |  |
| 9:00 p. m.  | Parciales: 29–22, 25–25, 17–29, 21–31                       | Parciales: 29–22, 25–25, 17–29, 21–31 | Parciales: 29–22, 25–25, 17–29, 21–31                              | |  |
|             | Estadísticas LeBron James 30 Udonis Haslem 11 Dwyane Wade 8 | Reporte Pts Reb Asts                  | Estadísticas Kevin Durant 36 Nick Collison 10 Russell Westbrook 11 | Pabellón: Chesapeake Energy Arena, Oklahoma City, Oklahoma Asistencia: 18,203 espectadores Árbitros: Monty McCutchen, Derrick Stafford, Ed Malloy Televisión: ABC |  |

| 14 de junio | Miami Heat                                                        | 100–96                                | Oklahoma City Thunder                                                          | |  |
| 9:00 p. m.  | Parciales: 27–15, 28–28, 23–24, 22–29                             | Parciales: 27–15, 28–28, 23–24, 22–29 | Parciales: 27–15, 28–28, 23–24, 22–29                                          | |  |
|             | Estadísticas LeBron James 32 Chris Bosh 15 Wade, James 5 cada uno | Reporte Pts Reb Asts                  | Estadísticas Kevin Durant 32 Perkins, Westbrook 8 cada uno Russell Westbrook 7 | Pabellón: Chesapeake Energy Arena, Oklahoma City, Oklahoma Asistencia: 18,203 espectadores Árbitros: Dan Crawford, Tony Brothers, Tom Washington Televisión: ABC |  |

| 17 de junio                  | Oklahoma City Thunder                                           | 85–91                                 | Miami Heat                                                 | |  |  |
| 8:00 p. m.                   | Parciales: 20–26, 26–21, 21–22, 18–22                           | Parciales: 20–26, 26–21, 21–22, 18–22 | Parciales: 20–26, 26–21, 21–22, 18–22                      | |  |  |
|                              | Estadísticas Kevin Durant 25 Kendrick Perkins 12 James Harden 6 | Reporte Pts Reb Asts                  | Estadísticas LeBron James 29 LeBron James 14 Dwyane Wade 7 | Pabellón: American Airlines Arena, Miami, Florida Asistencia: 20,003 espectadores Árbitros: Joe Crawford, James Capers, Ken Mauer Televisión: ABC |  |  |
| Miami lidera las series, 2–1 |                                                                 |                                       |                                                            | |  |  |
|                              |                                                                 |                                       |                                                            | |  |  |

| 19 de junio | Oklahoma City Thunder                                                 | 98–104                                | Miami Heat                                                          | |  |
| 9:00 p. m.  | Parciales: 33–19, 16–27, 25–33, 23–25                                 | Parciales: 33–19, 16–27, 25–33, 23–25 | Parciales: 33–19, 16–27, 25–33, 23–25                               | |  |
|             | Estadísticas Russell Westbrook 43 James Harden 10 Russell Westbrook 5 | Reporte Pts Reb Asts                  | Estadísticas LeBron James 26 James, Bosh 9 cada uno LeBron James 12 | Pabellón: American Airlines Arena, Miami, Florida Asistencia: 20,003 espectadores Árbitros: Scott Foster, Mike Callahan, Bill Kennedy Televisión: ABC |  |

| 21 de junio                           | Oklahoma City Thunder                                            | 106–121                               | Miami Heat                                                   | |  |  |
| 9:00 p. m.                            | Parciales: 26–31, 23–28, 22–36, 35–26                            | Parciales: 26–31, 23–28, 22–36, 35–26 | Parciales: 26–31, 23–28, 22–36, 35–26                        | |  |  |
|                                       | Estadísticas Kevin Durant 32 Kevin Durant 11 Russell Westbrook 6 | Reporte Pts Reb Asts                  | Estadísticas LeBron James 26 LeBron James 11 LeBron James 13 | Pabellón: American Airlines Arena, Miami, Florida Asistencia: 20,003 espectadores Árbitros: Dan Crawford, Monty McCutchen, Derrick Stafford Televisión: ABC |  |  |
| Miami gana las Finales de la NBA, 4–1 |                                                                  |                                       |                                                              | |  |  |
|                                       |                                                                  |                                       |                                                              | |  |  |

Enfrentamientos en temporada regular
1–1 en partidos de temporada regular:
| 25 de marzo de 2012 | Miami Heat | 87–103  | Oklahoma City Thunder |                                                            |  |
|                     |            |         |                       |                                                            |  |
|                     |            | Reporte |                       | Pabellón: Chesapeake Energy Arena, Oklahoma City, Oklahoma |  |

| 4 de abril de 2012 | Oklahoma City Thunder | 93–98   | Miami Heat |                                                   |  |
|                    |                       |         |            |                                                   |  |
|                    |                       | Reporte |            | Pabellón: American Airlines Arena, Miami, Florida |  |

Último enfrentamiento en Playoffs: Esta es la primera vez que se enfrentan los Heat y los Thunder, o su predecesor, los Sonics.

## Líderes de las estadísticas
| Categoría      | Máximo       | Máximo             | Máximo | Promedio     | Promedio         | Promedio | Promedio |
| Categoría      | Jugador      | Equipo             | Total  | Jugador      | Equipo           | Avg.     | P.J.     |
| -------------- | ------------ | ------------------ | ------ | ------------ | ---------------- | -------- | -------- |
| Puntos         | LeBron James | Miami Heat         | 45     | LeBron James | Miami Heat       | 30.3     | 23       |
| Rebotes        | Paul Millsap | Utah Jazz          | 19     | Josh Smith   | Atlanta Hawks    | 13.6     | 5        |
| Asistencias    | Rajon Rondo  | Boston Celtics     | 17     | Rajon Rondo  | Boston Celtics   | 11.9     | 19       |
| Robos de balón | Jason Kidd   | Dallas Mavericks   | 7      | Jason Kidd   | Dallas Mavericks | 3.0      | 4        |
| Tapones        | Andrew Bynum | Los Angeles Lakers | 10*    | JaVale McGee | Denver Nuggets   | 3.1      | 7        |

* Empata récord de los playoffs de la NBA